# 1945
1945 (MCMXLV) a fost un an obișnuit al calendarului gregorian, care a început într-o zi de luni.

## Evenimente

### Ianuarie

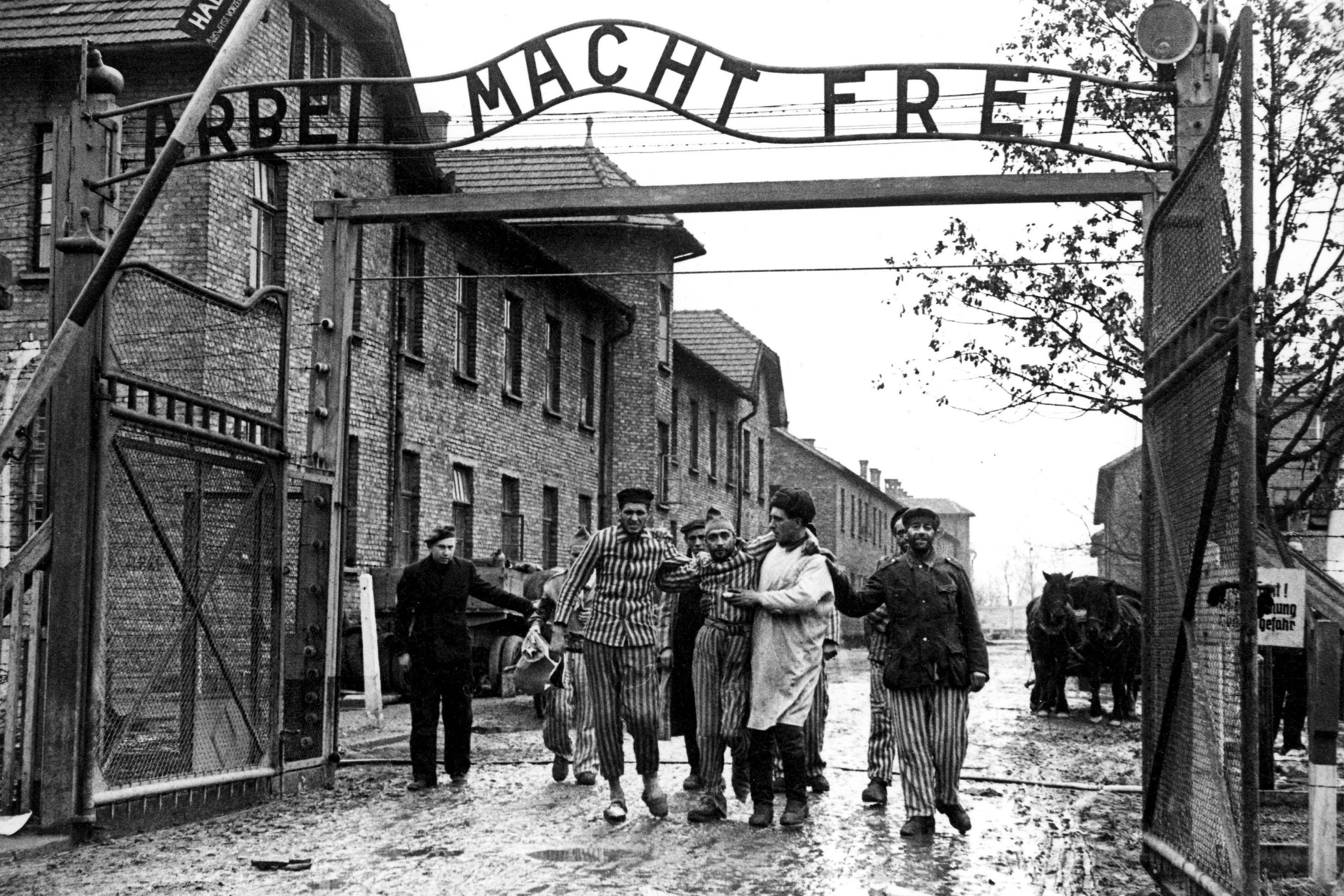
27 ianuarie: Armata Roșie sovietică eliberează lagărul de concentrare de la Auschwitz.

- 1 ianuarie: Are loc masacrul de la Chenogne, în care prizonierii germani sunt uciși de forțele americane în apropiere de orașul Chenogne, Belgia.
- 2 ianuarie: Al Doilea Război Mondial: Începe deportarea germanilor din România în Uniunea Sovietică.
- 5 ianuarie: Al Doilea Război Mondial: Uniunea Sovietică recunoaște noul guvern pro-sovietic al Poloniei.
- 12 ianuarie: Al Doilea Război Mondial: Uniunea Sovietică începe Ofensiva Vistula-Oder în Europa de Est împotriva Armatei germane.
- 13 ianuarie: Al Doilea Război Mondial: O patrulă sovietică îl arestează pe Raoul Wallenberg în Ungaria.
- 13 ianuarie: Al Doilea Război Mondial: Uniunea Sovietică începe Ofensiva Prusia de Est pentru a elimina forțele germane din estul Prusiei.
- 15 ianuarie: Al Doilea Război Mondial: Eliberarea lagărului de concentrare Plaszow (Cracovia), de către sovietici.
- 16 ianuarie: Al Doilea Război Mondial: Adolf Hitler se mută în Führerbunker din Berlin.
- 17 ianuarie: Al Doilea Război Mondial: Trupele sovietice ocupă Varșovia.
- 18 ianuarie: Al Doilea Război Mondial: SS începe să evacueze lagărul de concentrare de la Auschwitz. Aproape 60.000 de prizonieri, majoritatea evrei, sunt obligați să mărșăluiască în alte locuri din Germania; în jur de 15.000 mor, iar 7.000 fiind prea bolnavi pentru a pleca, rămân fără să aibă provizii distribuite.
- 20 ianuarie: Președintele Franklin D. Roosevelt începe cel de-al patrulea mandat, situație fără precedent în Statele Unite.
- 23 ianuarie: Al Doilea Război Mondial: Ungaria încheie un armistițiu cu Aliații.
- 27 ianuarie: Al Doilea Război Mondial: Armata Roșie eliberează lagărul de concentrare Auschwitz-Birkenau din Polonia.
- 30 ianuarie: Al Doilea Război Mondial: Nava germană de pasageri, MV Wilhelm Gustloff, este torpilată și scufundată de către un submarin sovietic în Marea Baltică, în timp ce efectua evacuarea unor civili, oficiali și personal militar german de la Gotenhafen. Estimativ, au murit 9.400 de oameni, motiv pentru care acest dezastru naval este socotit ca reprezentând cea mai mare pierdere de vieți omenești din istorie într-o singură scufundare a unui vas.
- 30 ianuarie: Al Doilea Război Mondial: Adolf Hitler ține ultimul său discurs public și își exprimă convingerea că Germania va triumfa.

### Februarie

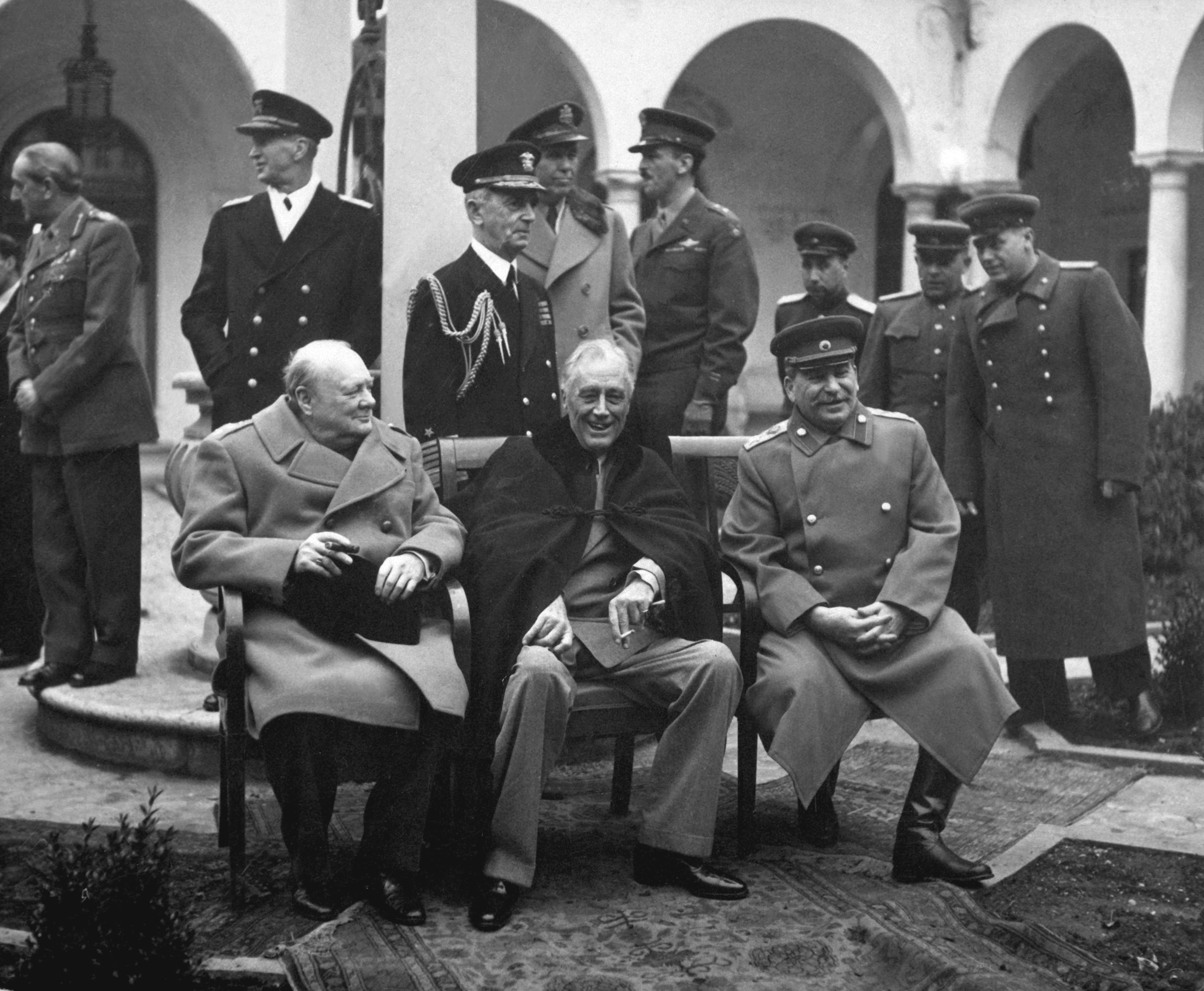
4 februarie: Întâlnirea de la Yalta

- 3 februarie: Al Doilea Război Mondial: Uniunea Sovietică este de acord să intre în războiul din Pacific împotriva Japoniei imediat ce se încheie ostilitățile împotriva Germaniei.
- 4-11 februarie: Al Doilea Război Mondial: Președintele Statelor Unite, Franklin D. Roosevelt, prim-ministrul britanic, Winston Churchill, și liderul sovietic, Iosif Stalin, încep Conferința de la Yalta, Crimeea.
- 6 februarie: Al Doilea Război Mondial: Scriitorul francez, Robert Brasillach, este executat pentru colaboraționism cu germanii.
- 9 februarie: Al Doilea Război Mondial: Walter Ulbricht devine liderul comuniștilor germani la Moscova.
- 13 februarie: Al Doilea Război Mondial: Eliberarea orașului Budapesta de sub ocupația nazistă, de către trupele sovietice.
- 13 februarie: Al Doilea Război Mondial: Aviația britanică bombardează orașul Dresda, Germania.
- 14 februarie: Chile, Ecuador, Paraguay și Peru se alătură Națiunilor Unite.
- 28 februarie: Guvernarea Rădescu. A avut loc, la București, o violentă demonstrație, în cursul căreia grupuri de agitatori bolșevici au deschis focul asupra armatei și a demonstranților. Acest eveniment a permis ca A.I. Vîșinski, ministrul adjunct de Externe al URSS și președinte al Comisei Aliate de Control pentru România, să impună, prin forță, guvernul Groza.

### Martie

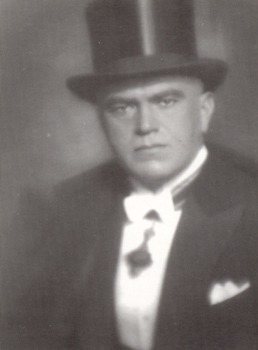
6 martie: Sub presiune militară sovietică, Petru Groza este numit prim-ministru al României.

- 4 martie: Al Doilea Război Mondial: Șase avioane americane greșesc ținta cu 480 km și, în loc să bombardeze orașul german Freiburg, lovesc orașul Zürich. Piloții sunt trimiși în fața unei curți marțiale, în Regatul Unit.
- 6 martie: Instaurarea guvernului Petru Groza; sub presiunea militară sovietică, Regele Mihai I este nevoit să accepte numirea lui Petru Groza ca prim-ministru; acesta formează un nou guvern, în care ministerele cheie erau deținute de comuniști.
- 8 martie: La două zile după instalarea guvernului Petru Groza, Winston Churchill s-a adresat președintelui american, Roosevelt, printr-o telegramă „personală și strict secretă", în care își manifesta îngrijorarea față de instalarea, prin forță, a unui guvern comunist și prevedea epurarea fără discriminare a românilor anticomuniști. În telegrama de răspuns, președintele american, recunoscând amestecul conducerii de la Kremlin în numirea unui guvern comunist, menționa: „eu cred că România nu este un loc bun pentru a ne măsura cu rușii”.
- 8 martie: Guvernul român a adresat guvernului sovietic o telegramă în care solicita reintegrarea nordului Transilvaniei la România, teritoriul fiind sub ocupație hortistă, ca urmare a Dictatului de la Viena din 1940. În telegrama de răspuns, din 9 martie 1945, Stalin consimte la reinstalarea administrației românești în N-E Transilvaniei. La 13 martie 1945, la Cluj, a avut loc proclamarea oficială a reinstalării administrației românești în această parte a țării.
- 8 martie: Josip Broz Tito formează un nou guvern în Iugoslavia.
- 10 martie: Al Doilea Război Mondial: Bombardierele americane B-29 atacă Japonia. La Tokyo sunt ucise 100.000 de persoane.
- 13 martie: A avut loc, la Cluj, ședința solemnă a guvernului României cu prilejul instituirii administrației românești asupra întregii Transilvanii.
- 16 martie: Al Doilea Război Mondial: În urma unui raid de numai 20 minute al bombardierelor britanice, orașul Würtzburg, Germania, a fost distrus în proporție de 90%.
- 17 martie: Al Doilea Război Mondial: Orașul japonez, Kobe, este atacat cu bombe. Au decedat peste 8.000 de persoane.
- 18 martie: 1.250 de bombe americane cad asupra Berlinului.

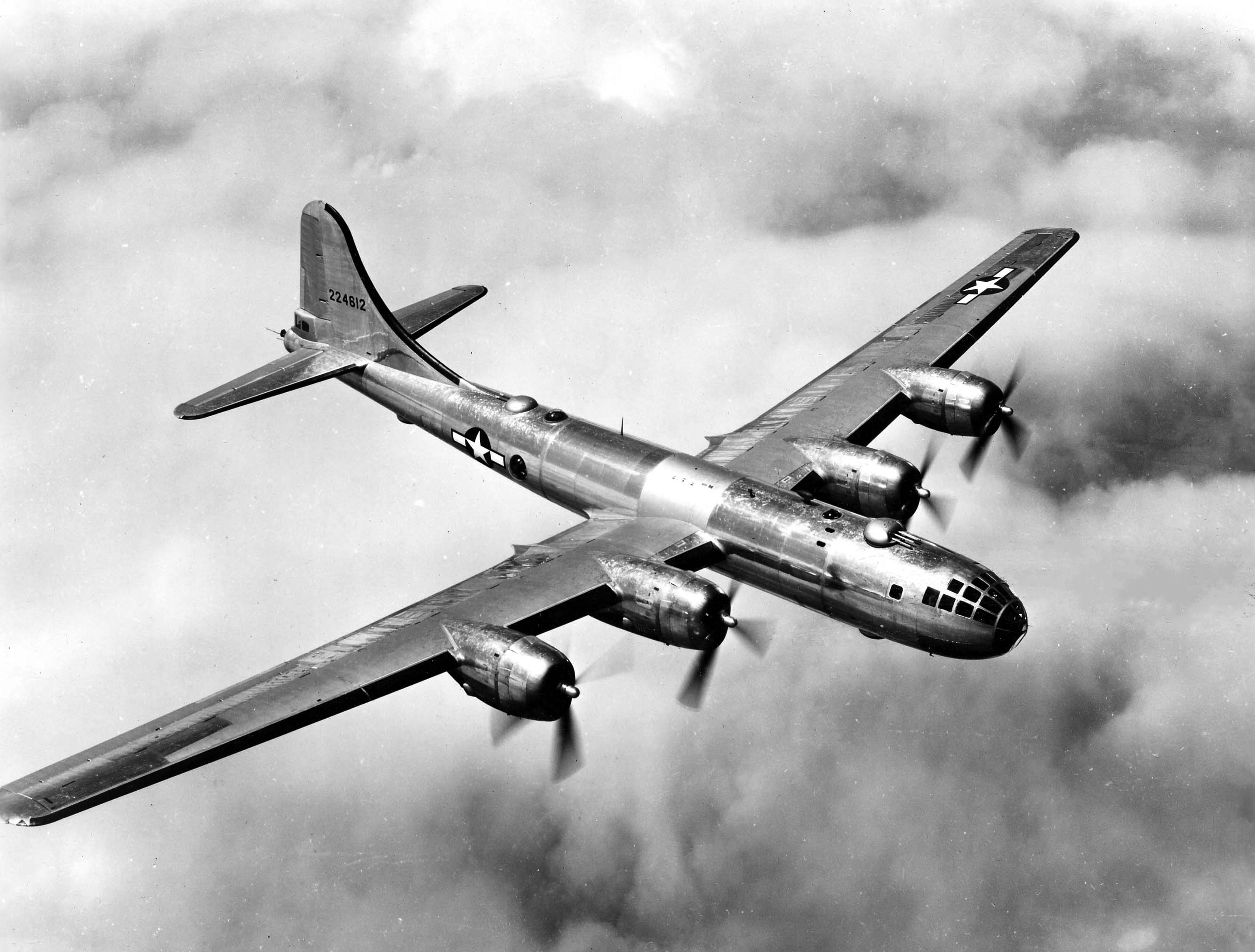
10 martie: Bombardierele americane B-29 atacă Japonia.

- 19 martie: Al Doilea Război Mondial: Adolf Hitler ordonă ca industria, instalațiile militare, magazinele, facilitățile de transport și de comunicații din Germania să fie distruse.
- 21 martie: A luat ființă Universitatea Muncitorească a PCR, devenită ulterior Academia de învățământ social-politic „Ștefan Gheorghiu" de pe lângă CC al PCR.
- 23 martie: În România are loc legiferarea reformei agrare. Au fost expropriate toate proprietățile agricole ale tuturor celor care colaboraseră cu Germania, ale „criminalilor de război" și ale celor care dețineau mai mult de 10 ha, dar nu le lucraseră singuri în ultimii șapte ani. De asemenea, au fost expropriate toate proprietățile cu o suprafață mai mare de 50 de hectare. Această confiscare a condus la exproprierea a 1.143.911 ha. Un total de 1.057.674 ha au fost distribuite la 796.129 beneficiari care au primit în medie un lot de 1,3 ha.[1]
- 26 martie: Al Doilea Război Mondial: S-a încheiat bătălia de la Iwo Jima; pierderile japonezilor au fost de 22.000 de soldați, iar cele ale armatei SUA au fost de 4.500.
- 29 martie: Ministrul de Justiție, Lucrețiu Pătrășcanu, a semnat decretul-lege pentru purificarea administrației publice, promulgat de rege în aceeași zi.
- 30 martie. A fost promulgată Legea nr. 271, pentru purificarea administrației publice, învățămîntului, presei, instituțiilor de presă. Această lege a fost folosită pentru a elimina din viața publică numeroși intelectuali de valoare.
- 30 martie: Al Doilea Război Mondial: Forțele sovietice invadează Austria și preiau controlul asupra orașului Viena.

### Aprilie

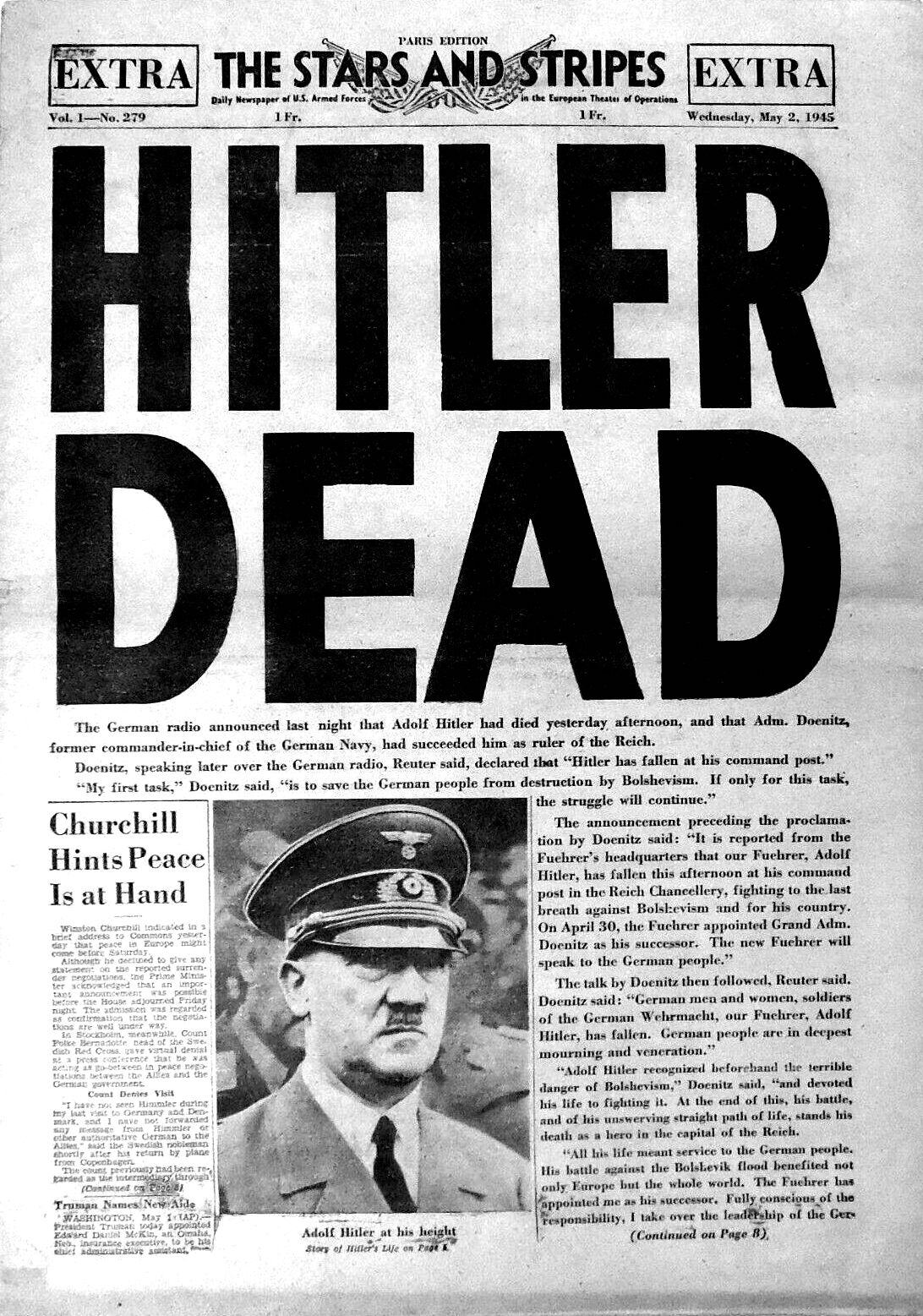
30 aprilie: Adolf Hitler, împreună cu soția sa, Eva Braun, se sinucid, în buncărul său (Führerbunker) din Berlin.

- 1 aprilie: Al Doilea Război Mondial: Bătălia navală de la Okinawa; trupele americane cuceresc insula Okinawa de la japonezi, după lupte violente, începând, astfel, ofensiva finală împotriva Japoniei.
- 4 aprilie: Al Doilea Război Mondial: Teritoriile Ungariei și Slovaciei au fost complet eliberate de sub ocupația nazistă, de către trupele sovietice și române.
- 7 aprilie: Al Doilea Război Mondial: Cuirasatul japonez Yamato este scufundat la 320 km. nord de Okinawa în drumul său spre misiunea sinucigașă de a apăra insula Okinawa de invazia americană și să lupte până la distrugere.
- 7 aprilie: Kantarō Suzuki devine prim-ministru al Japoniei.
- 11 aprilie: Al Doilea Război Mondial: Trupele americane eliberează lagărul de concentrare Buchenwald.
- 12 aprilie: Președintele Statelor Unite, Franklin D. Roosevelt, moare brusc la Warm Springs, Georgia; Vice-președintele Harry S. Truman, devine cel de-al 33-lea președinte al Statelor Unite ale Americii.
- 15 aprilie: Al Doilea Război Mondial: Trupele britanice au eliberat deținuții din lagărul de concentrare Bergen-Belsen.
- 23 aprilie: Al Doilea Război Mondial: Hermann Göring trimite o telegramă lui Hitler spre a obține confirmarea să preia conducerea Germaniei, în conformitate cu decretul din 29 iunie 1941. Hitler privește acest lucru ca pe o trădare.
- 24 aprilie: Al Doilea Război Mondial: Bătălia de la Halbe, Germania.
- 27 aprilie: Se înființează clubul de fotbal Sportul Studențesc (ulterior FC Politehnica Iași).
- 28 aprilie: Al Doilea Război Mondial: Benito Mussolini și amanta sa, Clara Petacci, sunt capturați și executați de membrii mișcării de rezistență italiene, în timp ce încercau să părăsească Italia.
- 30 aprilie :Al Doilea Război Mondial: Adolf Hitler și soția sa, Eva Braun, se sinucid, în timp ce Armata Roșie se apropie de buncărul (Führerbunker) unde se ascundeau. Karl Dönitz îl succede pe Hitler ca președinte al Germaniei, iar Joseph Goebbels ca prim-ministru al Germaniei.

### Mai

9 mai: Ziua Victoriei în Europa

- 1 mai: Al Doilea Război Mondial: Joseph Goebbels și soția sa se sinucid după ce își omoară cei 6 copii ai lor. Karl Dönitz îl numește pe contele Lutz Schwerin von Krosigk drept noul cancelar al Germaniei.
- 2 mai: Al Doilea Război Mondial: Oficialii Uniunii Sovietice au anunțat căderea Berlinului. Soldații sovietici înalță steagul roșu deasupra clădirii Reichstag.
- 5 mai: Al Doilea Război Mondial: Trupele americane eliberează prizonierii din lagărul de concentrare Mauthausen, printre care Simon Wiesenthal.
- 5 mai: Al Doilea Război Mondial: Trupele canadiene eliberează orașul Amsterdam.
- 5 mai: Al Doilea Război Mondial: Insurecția din Praga.
- 6 mai: Al Doilea Război Mondial: Ofensiva Praga.
- 7 mai: Al Doilea Război Mondial: Șefii militari germani capitulează fără condiții la Reims, Franța, în fața generalului american Dwight Eisenhower, aceasta însemnând sfârșitul celui de-Al Doilea Război Mondial în Europa.
- 8 mai: Al Doilea Război Mondial: Capitularea Germaniei semnată la 9 mai în fața reprezentanților URSS, Marii Britanii, Statele Unite și Franța.
- 8 mai: Semnarea unui acord între România și Uniunea Sovietică prin care se înființează SovRom-urile, care erau companii mixte sovieto-române, la care fiecare parte ar fi trebuit să aibă o contribuție egală. Aceste companii erau exceptate de la taxe, iar produsele lor erau trimise direct în Rusia.[2]
- 8 mai: Al Doilea Război Mondial: Capitularea guvernului slovac la Kremsmünster, Slovacia, se predă.
- 9 mai: Ziua Europei.
- 12 mai: Al Doilea Război Mondial: Armata română încheie participarea pe Frontul de Vest.
- 14 mai: La București, „Tribunalul Poporului" începe judecarea primului lot de criminali de război.
- 23 mai: Al Doilea Război Mondial: Președintele Germaniei, Karl Dönitz, și cancelarul Lutz Schwerin von Krosigk, sunt arestați de trupele britanice la Flensburg.
- 23 mai: Al Doilea Război Mondial: Heinrich Himmler, capul Gestapo-ului, se sinucide în timp ce era în custodie britanică.
- 30 mai: Începe procesul ziariștilor criminali de război vinovați de dezastrul țării. Printre acuzați: Pamfil Șeicaru, Radu Gyr și Nichifor Crainic. Sentința va fi pronunțată la 4 iunie 1945.
- 30 mai: Guvernul iranian cere ca trupele sovietice și cele britanice să părăsească țara.

### Iunie

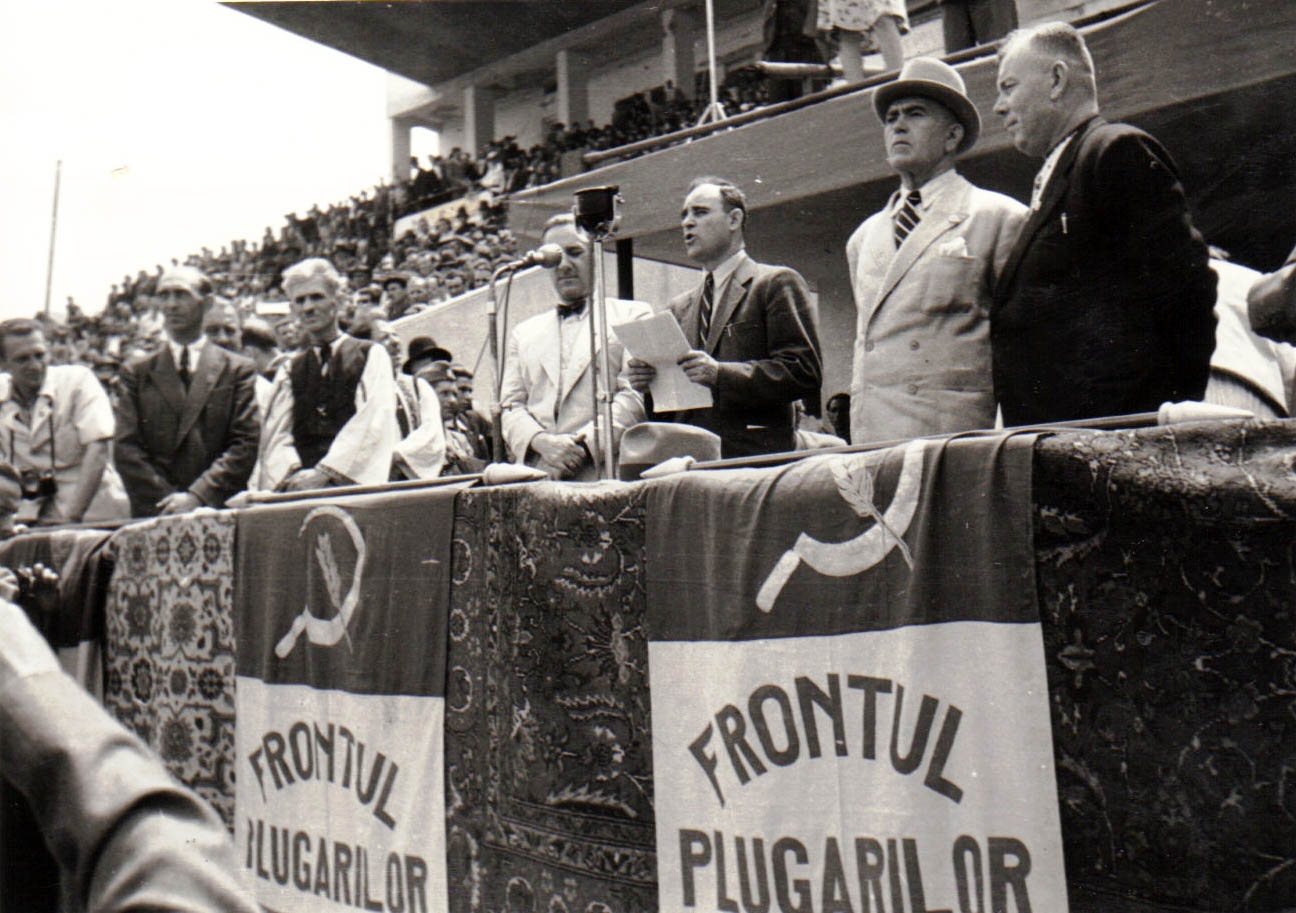
Congresul Frontului Plugarilor, București, Stadionul A.N.E.F. De la dreapta: Romulus Zăroni, Petru Groza, Gheorghe Gheorghiu-Dej (vorbind), Mihai Ralea, Miron Bele.

- 1 iunie: Autoritățile române înființează Universitatea Bolyai din Cluj, cu predare în limba maghiară, pentru a arăta bunăvoință în perspectiva Tratatului de Pace din 1947.
- 6 iunie: Regele Haakon al VII-lea al Norvegiei se întoarce în Norvegia.
- 18 iunie: Procesul celor șaisprezece.
- 24 iunie: Parada victoriei din Piața Roșie de la Moscova.
- 26 iunie: A fost semnată, la San Francisco, Carta Națiunilor Unite.

### Iulie

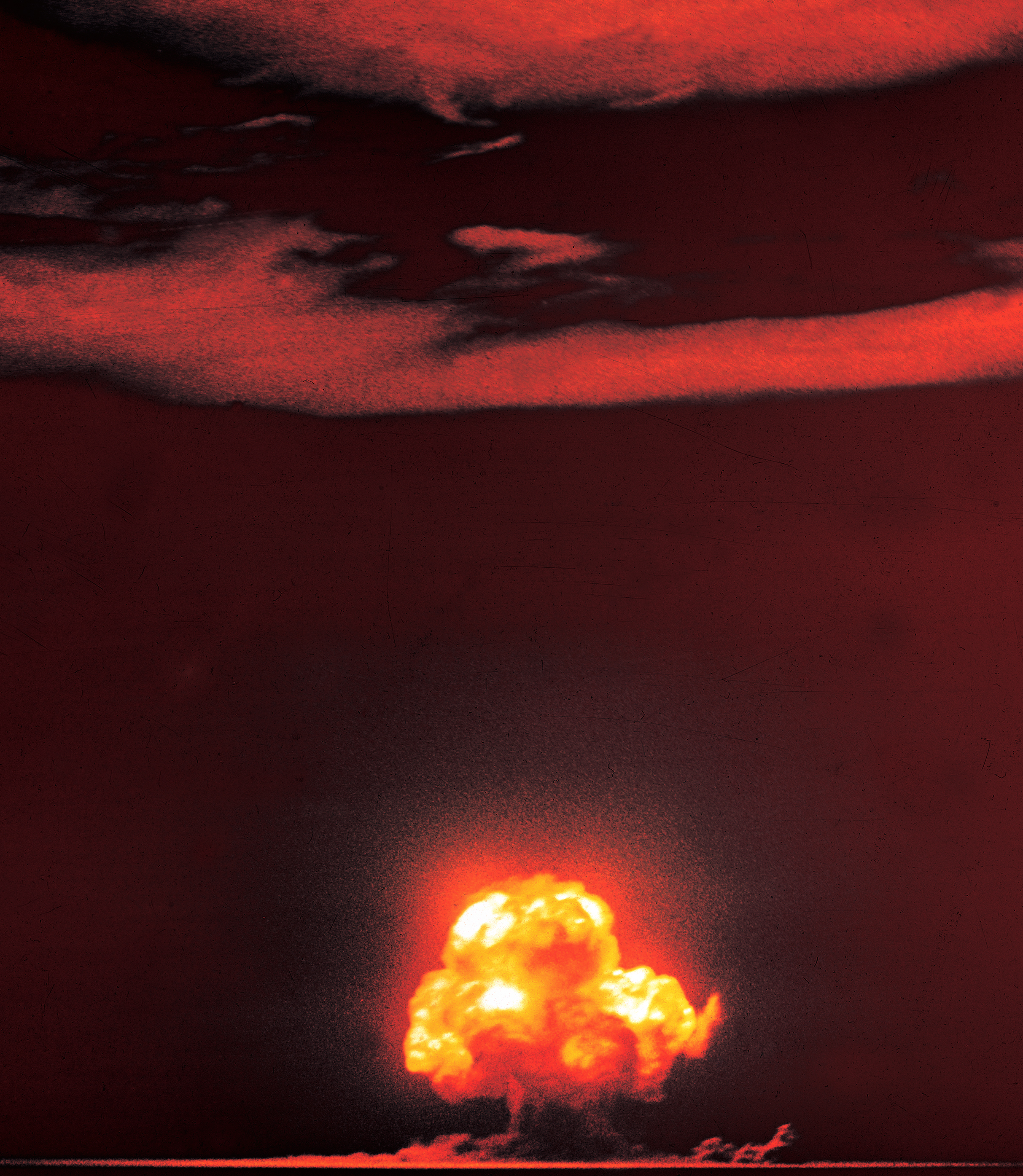
16 iulie: "Trinity Test"

- 9 iulie: A fost citit, la Londra, în cadrul unei conferințe de presă, textul declarației ce punea bazele mișcării Pugwash (mișcare a oamenilor de știință pentru pace, dezarmare și securitate); inițiatorii mișcării au fost savanții Bertrand Russel și Albert Einstein, declarația fiind ultimul act pe care Einstein l-a semnat înainte de a muri.
- 13 iulie: A fost transportată prima bombă atomică în deșertul din New Mexico, fiind pregătită pentru primul test al unei bombe atomice.
- 16 iulie: În deșertul Alamogordo, SUA, a avut loc primul test al unei bombe atomice, „Trinity Test", în care s-au folosit șase kilograme de plutoniu și care a declanșat o explozie echivalentă cu puterea a 19 kilotone de TNT; ca urmare a exploziei, suportul de lansare a fost pulverizat, iar nisipul, pe o rază de 700 metri, calcinat.
- 17 iulie-2 august: Al Doilea Război Mondial: A avut loc Conferința de la Potsdam a șefilor de stat și guvern ai URSS, Marii Britanii și SUA, consacrată reglementării situației postbelice în Europa, reprezentați de Iosif Stalin, Winston Churchil (înlocuit ulterior de Clement R. Attlee) și Harry Truman.
- 21 iulie: Al Doilea Război Mondial: Președintele american Harry Truman a aprobat ordonanța prin care se permitea folosirea bombelor atomice.
- 26 iulie: Al Doilea Război Mondial: Ultimatumul anglo–chino–american care solicita capitularea Japoniei.
- 30 iulie: Al Doilea Război Mondial: Submarinul japonez, I-58, aflat sub comanda lui Mochitsura Hashimoto, scufundă vasul american USS Indianapolis. Comandamentul Forțelor Navale nu a avut cunoștință de scufundarea navei până când n-au fost reperați supraviețuitori trei zile și jumătate mai târziu. Din cei 1.196 membri ai echipajului au supraviețuit 321.

### August

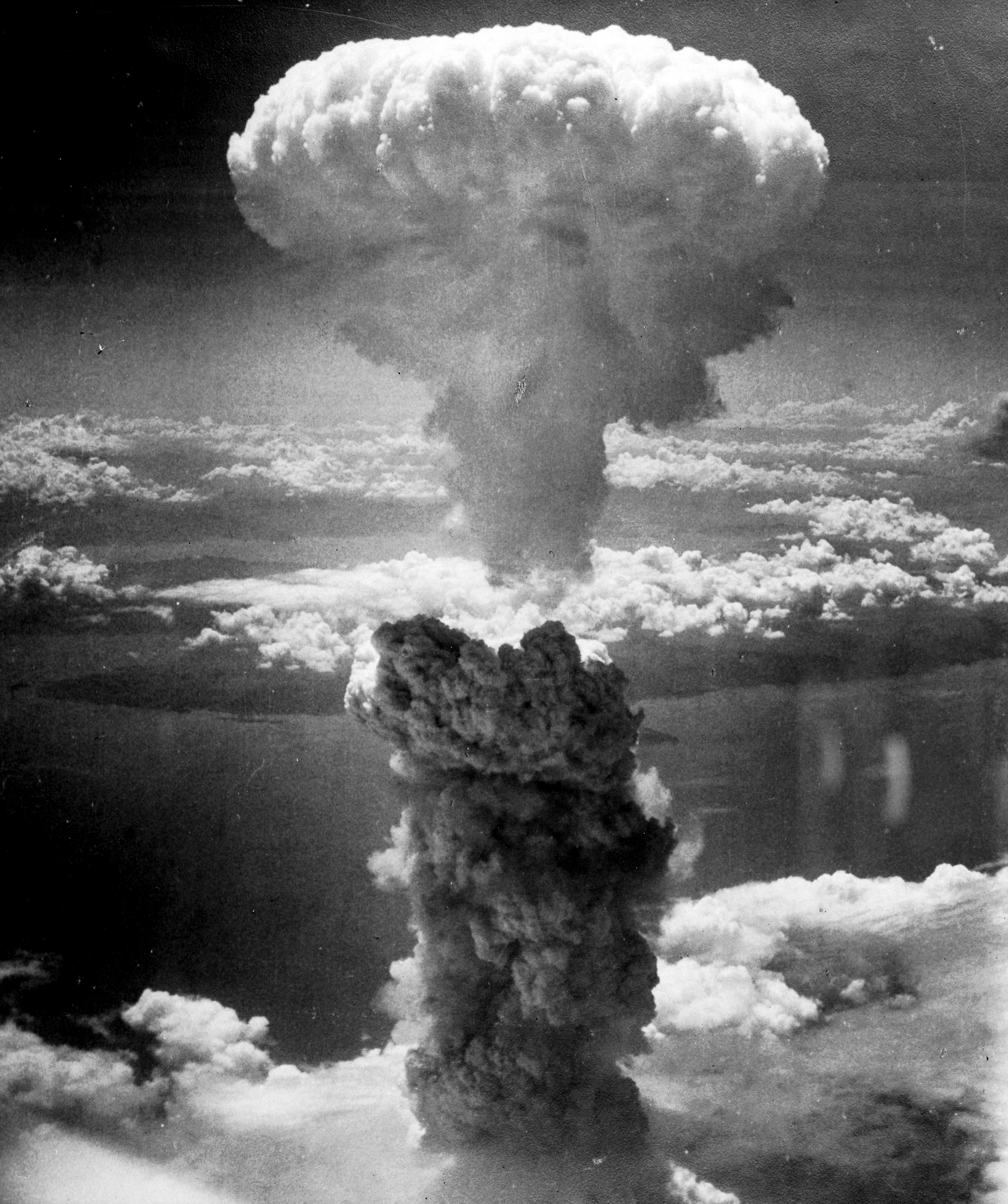
9 august: Norul ciupercă provocat de explozia aruncării celei de-a doua bombe atomice deasupra orașului Nagasaki

- 6 august: Al Doilea Război Mondial: Aviația americană lansează prima bomba atomică asupra localității japoneze Hiroshima, unde au decedat 70-80.000 de persoane.
- 6 august: Guvernul sovietic restabilește relațiile diplomatice cu România. Guvernele SUA și Angliei au condiționat reluarea relațiilor diplomatice de includerea în guvernul Petru Groza a unor reprezentanți ai PNL și PNȚ. Vor stabili relații diplomatice cu România la 5 februarie 1946.
- 8 august: Al Doilea Război Mondial: URSS declară război Japoniei.
- 9 august: Al Doilea Război Mondial: Aviația americană lansează cea de-a doua bomba atomică din istoria umanității asupra localității japoneze, Nagasaki, unde au decedat 35-40.000 de persoane.
- 9 august: Al Doilea Război Mondial: Uniunea Sovietică începe ofensiva împotriva Japoniei în regiunea Manciuriei controlată de japonezi.
- 15 august: Împăratul Hirohito anunță la radio capitularea Japoniei.
- 17 august: Proclamarea independenței de stat a Indoneziei. Sărbătoare națională.
- 20 august: Încurajat de faptul că președintele american, Harry S. Truman, a refuzat recunoașterea guvernului, Regele Mihai I a somat guvernul dr. Petru Groza să demisioneze. În urma refuzului, a hotărât să nu mai semneze decretele de legi („greva regală" care va dura până la 6 ianuarie 1946).
- 23 august: Are loc prima aniversare a loviturii de stat din 23 august 1944, care va deveni sărbătoare națională timp de 45 de ani. Regele Mihai I, aflat la Sinaia în „grevă regală", nu participă.

### Septembrie

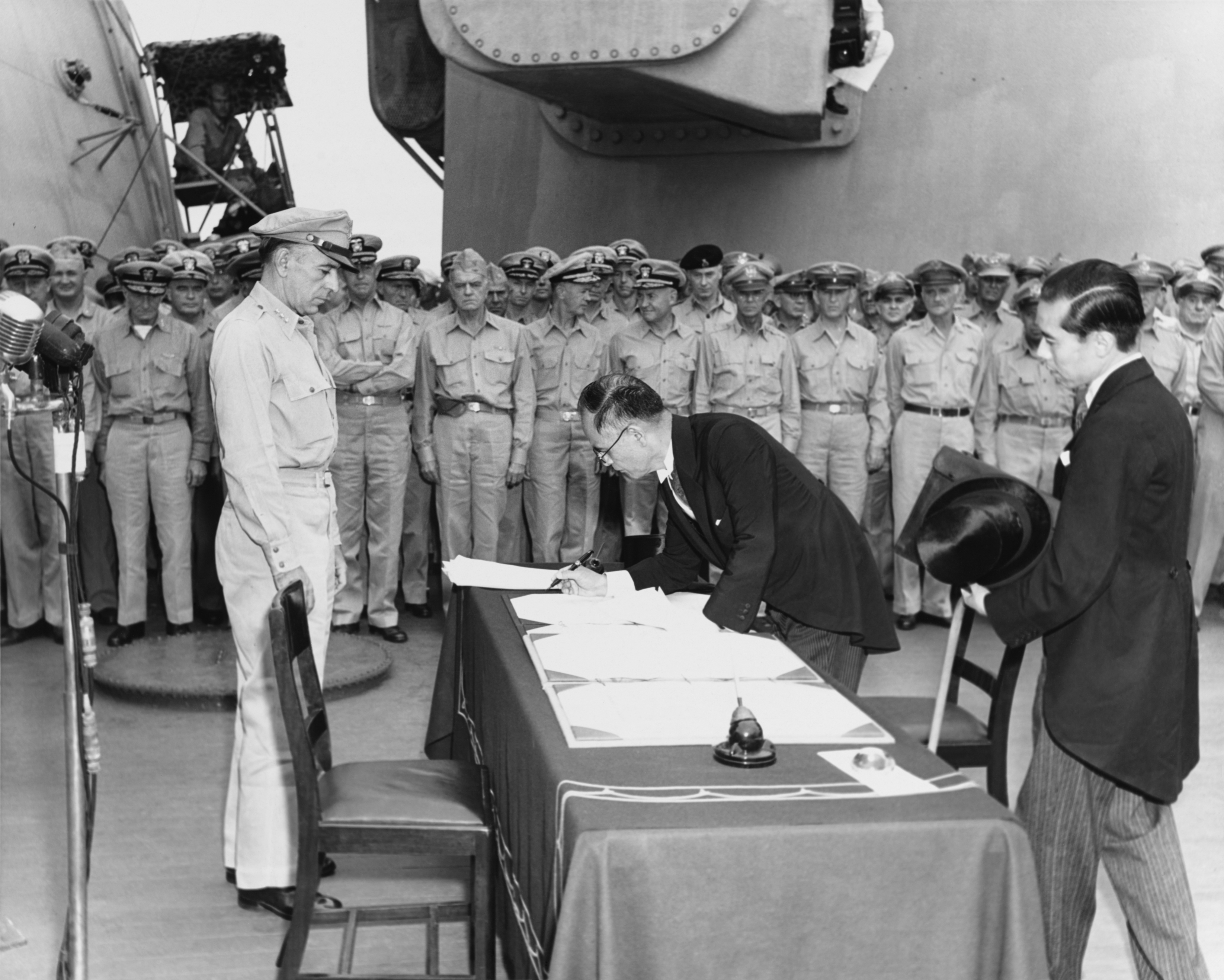
2 septembrie: Semnarea capitulării Japoniei

- 2 septembrie: Al Doilea Război Mondial: Semnarea actului privind capitularea necondiționată a Japoniei. Sfârșitul celui de-Al Doilea Război Mondial (1939-1945).
- 2 septembrie: Ho Chi Minh promulgă Declarația Vietnameză de Independență și unește nordul cu sudul.
- 8 septembrie: Trupele americane ocupă sudul Coreei, Uniunea Sovietică ocupă nordul.
- 11 septembrie: Hideki Tōjō, prim-ministru al Japoniei în timpul celui de-al Doilea Război Mondial, se sinucide pentru a evita confruntarea cu un tribunal pentru crime de război.
- 20 septembrie: Mahatma Gandhi și Jawaharlal Nehru cer trupelor britanice să părăsească India.
- 22 septembrie: Un grup de intelectuali români printre care dr. Constantin Ion Parhon, Mihail Sadoveanu, Cezar Petrescu, George Călinescu, Zaharia Stancu semnează un document de solidarizare cu manifestațiile de sprijinire a guvernului dr. Petru Groza.
- 23 septembrie: Apare săptămânalul literar, artistic, social, Lumea (până în ianuarie 1946), condus de G. Călinescu.

### Octombrie
- 15 octombrie: Fostul premier francez, Pierre Laval, este executat pentru trădare.
- 17 octombrie: Colonelul Juan Peron, devine conducătorul Argentinei.
- 21 octombrie: Femeile din Franța și-au câștigat dreptul de vot.
- 24 octombrie: Este fondată Organizația Națiunilor Unite (ONU). 29 de națiuni fondatoare. Astăzi are 193 de state membre. Pe 20 aprilie 1946, Liga Națiunilor (Societatea Națiunilor) este desființată.

### Noiembrie
- 13 noiembrie: Charles de Gaulle este ales șef al guvernului povizoriu francez.
- 13 noiembrie: Războiul Rece: Statele Unite importă 88 de oameni de știință germani pentru a ajuta la producerea tehnologiei de rachete.
- 18 noiembrie: „Frontul patriotic" bulgar (comunist) obține 75% din voturi la alegerile generale.
- 20 noiembrie: Primul proces al criminalilor de război începe la Nürnberg, împotriva a 24 de criminali naziști din Al Doilea Război Mondial, la Palatul de Justiție din Nürnberg. În total au fost 216 procese, iar verdictul s-a dat la 1 octombrie 1946. 3 dintre inculpați au fost achitați.
- 29 noiembrie: Este declarată Republica Socialistă Federativă Iugoslavia. Această zi va fi celebrată ca zi națională până în 1990.

### Decembrie
- 4 decembrie: Cu 65 de voturi pentru, Statele Unite aprobă aderarea Statelor Unite la ONU.
- 5 decembrie: Victorie a „Frontului patriotic" albanez (comunist) cu 93% din voturi.
- 27 decembrie: Pentru recunoașterea guvernului Petru Groza, britanicii și americanii cer inclusiv reprezentanți ai PNȚ și PNL.

### Nedatate
- septembrie: Trupele române sunt primite triumfal în Capitală.
- Fizicianul american Percy Lebaron Spencer inventează cuptorul cu microunde.
- Liga Arabă (Liga Statelor Arabe). Organizație regională cu sediul la Cairo (Egipt). Membri: Arabia Saudită, Egipt, Irak, Liban, Siria, Transiordania (azi Iordania) și Yemen. Ulterior  au intrat și alte state: Algeria, Bahrain, Comore, Djibouti, Emiratele Arabe Unite, Kuweit, Libia, Maroc, OEP, Mauritania, Oman, Somalia, Sudan și Tunisia.

## Nașteri

### Ianuarie

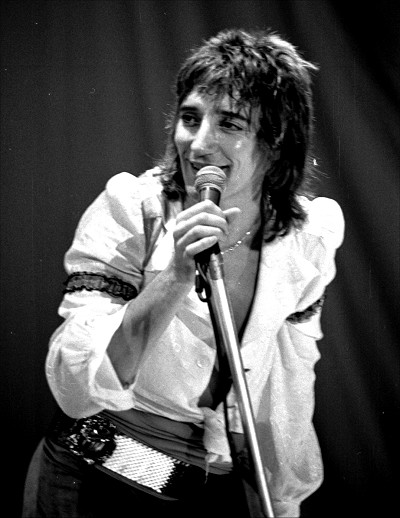
Rod Stewart, cântăreț englez
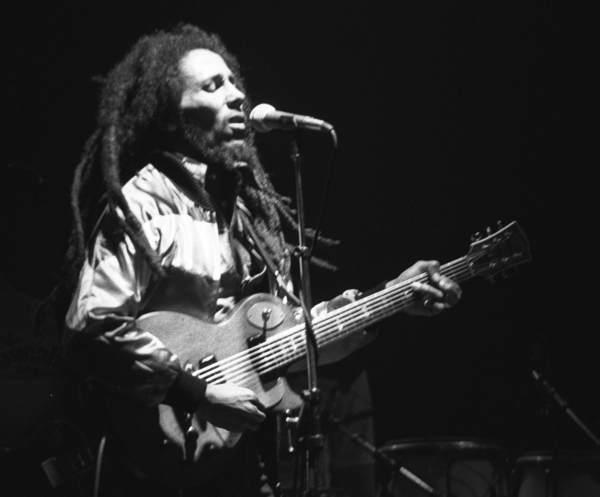
Bob Marley, muzician jamaican
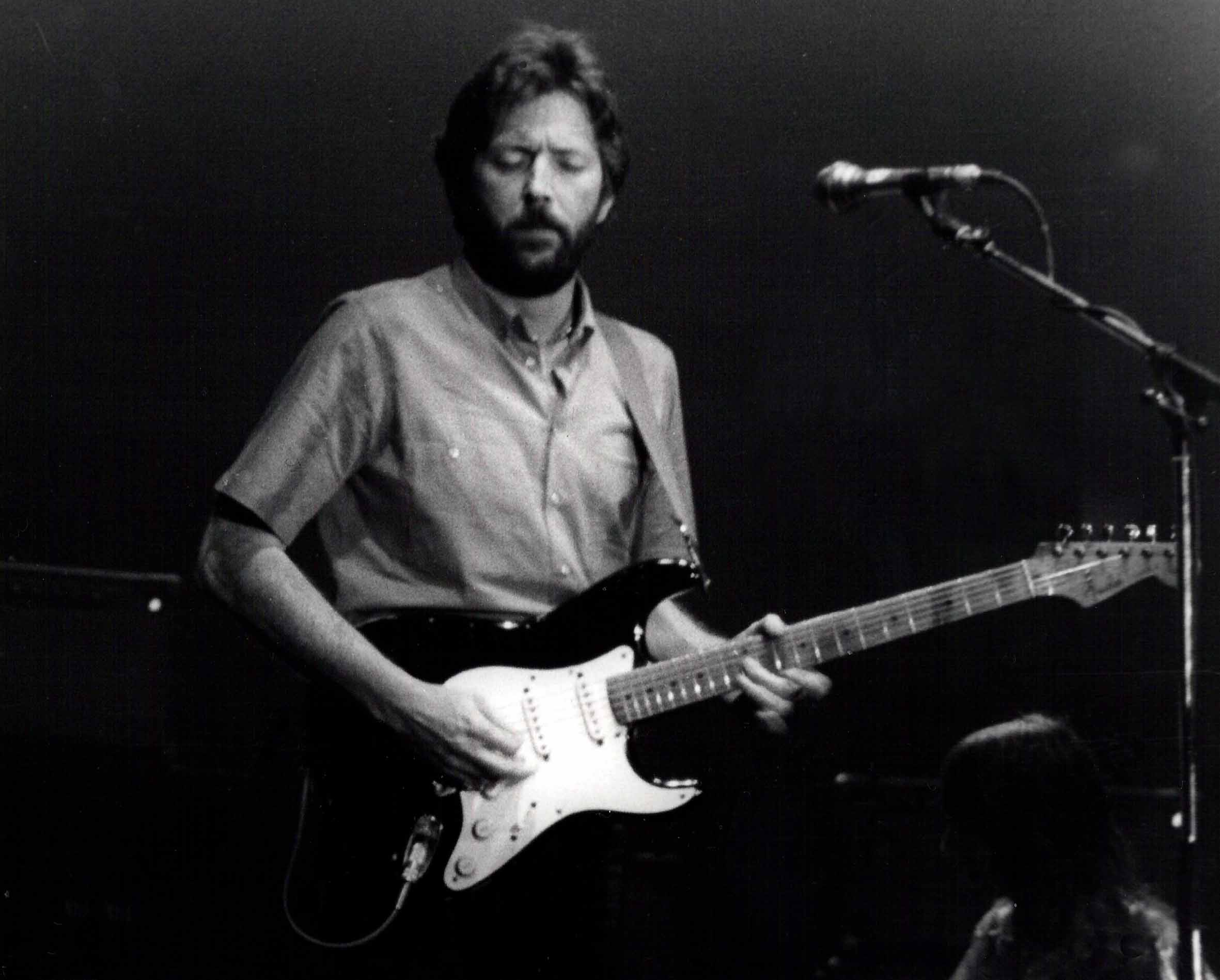
Eric Clapton, muzician și chitarist englez
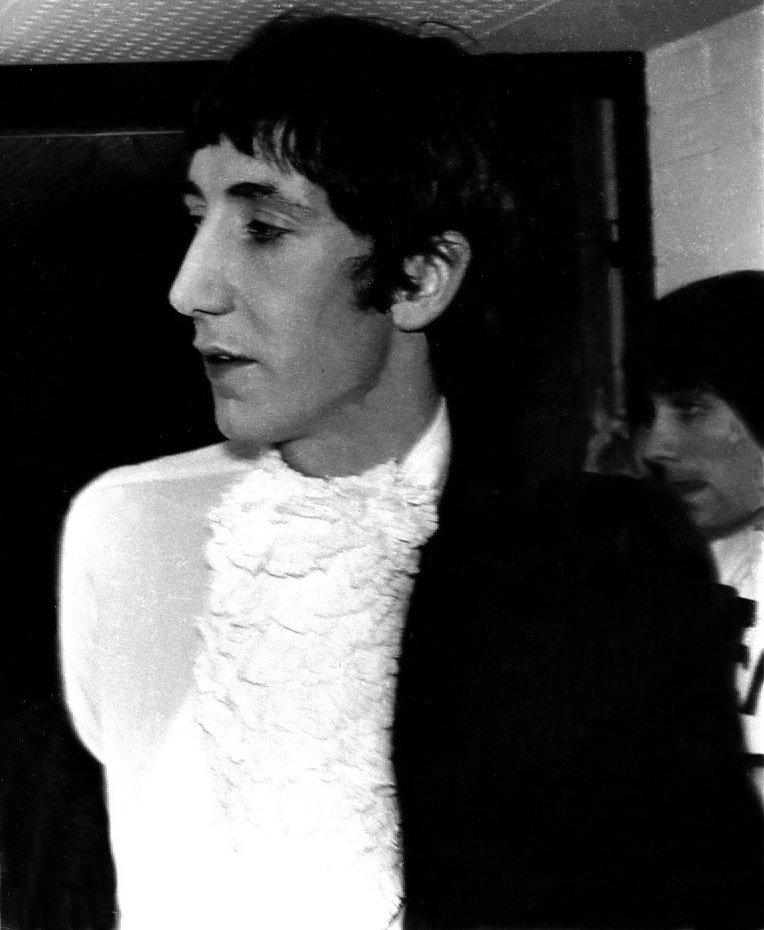
Pete Townshend, muzician, compozitor, cântăreț, chitarist și autor britanic (The Who)
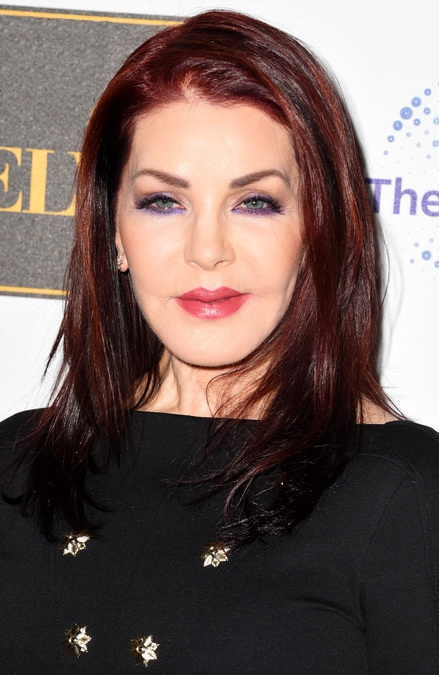
Priscilla Presley, actriță, scriitoare și femeie de afaceri americană, fosta soție a lui Elvis Presley

- 3 ianuarie: Petru Godja, politician român
- 4 ianuarie: Richard R. Schrock, chimist american
- 6 ianuarie: Margrete Auken, politiciană daneză
- 6 ianuarie: Roger Barton, politician britanic
- 7 ianuarie: Harald Alexandrescu, astronom român (d. 2005)
- 10 ianuarie: Rod Stewart (Roderick David Stewart), muzician englez (The Faces)
- 11 ianuarie: Tony Kaye (n. Anthony John Selvidge), muzician britanic (Yes)
- 13 ianuarie: Emil-Livius-Nicolae Putin, politician român
- 16 ianuarie: Keith Wayne, actor american (d. 1995)
- 22 ianuarie: Christoph Schönborn, cardinal austriac
- 22 ianuarie: Victor Soțchi-Voinicescu, actor din R. Moldova
- 25 ianuarie: Helmut Rellergerd, scriitor german
- 26 ianuarie: Evgheni Kirilov, politician bulgar
- 27 ianuarie: Clarissa Pinkola Estés, scriitoare americană
- 27 ianuarie: Luis de Grandes Pascual, politician spaniol
- 29 ianuarie: Jim Nicholson, politician britanic
- 29 ianuarie: Tom Selleck (Thomas William Selleck), actor american

### Februarie
- 1 februarie: Elena Roizen, interpretă de muzică populară din Dobrogea (d. 2007)
- 3 februarie: Napoleon Pop, politician român (d.2023)
- 4 februarie: Aureliu Manea, regizor de teatru, român (d. 2014)
- 5 februarie: Charlotte Rampling, actriță britanică
- 6 februarie: Bob Marley (n. Robert Nesta), muzician jamaican (d. 1981)
- 7 februarie: Pete Postlethwaite, actor britanic (d. 2011)
- 9 februarie: Ōsumi Yoshinori, biolog japonez
- 19 februarie: Vasile Iorga, sportiv român (lupte greco-romane)
- 20 februarie: Florica Bradu, interpretă română de muzică populară din zona Crișanei
- 21 februarie: Lina Magaia, scriitoare mozambicană (d. 2011)
- 22 februarie: Cornel Ciupercescu, actor român (d. 2022)
- 23 februarie: Ioan Turlacu, politician român
- 27 februarie: Gérard Caudron, politician francez
- 27 februarie: Daniel Olbrychski, actor polonez
- 27 februarie: Lee Jong-wook, medic sud-coreean (d. 2006)

### Martie
- 1 martie: Dirk Benedict, actor american
- 1 martie: Ovidiu Ioanițoaia, jurnalist român
- 2 martie: Corneliu „Bibi” Ionescu, basist și om de afaceri român (d. 2022)
- 2 martie: Nicolae Mischie (Alexandru Nicolae Mischie), om politic român (d. 2018)
- 3 martie: George Miller, regizor de film, australian
- 7 martie: John Heard, actor american (d. 2017)
- 7 martie: Traian Tandin, ofițer criminalist și scriitor român de romane polițiste (d. 2020)
- 8 martie: Freddy Blak, politician danez
- 9 martie: Dennis Rader (aka BTK), criminal în serie, american
- 9 martie: Robin Trower (Robin Leonard Trower), chitarist britanic (Procol Harum)
- 11 martie: Pirri (n. José Martínez Sánchez), fotbalist spaniol
- 12 martie: Vadim Mișin, politician din R. Moldova (d. 2016)
- 13 martie: Valeriu Bobuțac, economist din R. Moldova
- 13 martie: Anatoli Fomenko, matematician rus
- 14 martie: Pakalitha Mosisili, politician lesothian
- 15 martie: Dani Yatom, politician israelian
- 16 martie: Gojko Šušak, politician croat (d. 1998)
- 22 martie: Vasile Oltean, filolog român
- 27 martie: Ion Pantilie, pictor român
- 28 martie: Rodrigo Duterte (Rodrigo Roa Duterte), om politic filipinez, președintele Filipinelor (din 2016)
- 30 martie: Eric Clapton (Eric Patrick Clapton), muzician, compozitor, cântăreț și chitarist englez

### Aprilie
- 1 aprilie: Theodor Codreanu, critic literar român
- 3 aprilie: Catherine Spaak, actriță, cântăreață și jurnalistă de origine franco-belgiană, naturalizată italiană (d. 2022)
- 10 aprilie: Geoffrey Van Orden, politician britanic
- 13 aprilie: Judy Nunn, actriță și scriitoare australiană
- 15 aprilie: Pinar Kür, scriitoare turcă
- 15 aprilie: Liam O'Flynn, muzician irlandez (d. 2018)
- 16 aprilie: Irina Sanda Cajal-Marin, critic de artă, română
- 23 aprilie: Manuela Cernat, scenaristă și profesoară de teatru, română
- 24 aprilie: Doug Clifford, muzician american (Creedence Clearwater Revival)
- 25 aprilie: Miron Chichișan, politician român, primar al Zalăului (1992–1996), (d. 2016)
- 25 aprilie: Stu Cook (Stuart Alden Cook), muzician american
- 26 aprilie: Winfried Glatzeder, actor german
- 27 aprilie: Smaranda Dobrescu, politiciană română
- 28 aprilie: Sorin Dimitriu, politician român
- 29 aprilie: Hugh Collin Hopper, basist englez (Soft Machine), (d. 2009)
- 29 aprilie: Timothy Kirkhope, politician britanic

### Mai
- 3 mai: Armonia Bordes, politiciană franceză
- 4 mai: Jim Higgins, politician irlandez
- 6 mai: Constantin Cojocaru, actor român (d. 2024)
- 8 mai: Keith Jarrett, muzician american
- 9 mai: Marius Țeicu, compozitor român
- 13 mai: Ion Oblemenco, fotbalist român (atacant), (d. 1996)
- 13 mai: Tammam Salam, politician libanez, prim-ministru și președinte interimar al Libanului (2914-2016)
- 14 mai: Yochanan Vollach, fotbalist israelian
- 15 mai: Duarte Pio, Duce de Braganza
- 16 mai: Ferenc Asztalos, politician român
- 18 mai: Robert Todd Carroll, filosof american (d. 2016)
- 18 mai: Giovanni Filoramo, istoric italian
- 19 mai: Wera Sæther, poetă norvegiană
- 19 mai: Pete Townshend (Peter Dennis Blandford Townshend), muzician, compozitor, cântăreț, chitarist și autor britanic (The Who)
- 22 mai: Gheorghe Ana, politician român
- 22 mai: Piero Lardi Ferrari, inginer italian
- 24 mai: Priscilla Presley (n. Priscilla Ann Wagner), actriță, scriitoare și femeie de afaceri americană, soția lui Elvis Presley
- 28 mai: John Cameron Fogerty, muzician american (Creedence Clearwater Revival)
- 28 mai: Bernadette Bourzai, politiciană franceză
- 28 mai: Marie-Paule Kestelijn-Sierens, politiciană belgiană
- 31 mai: Anne-Marie Schaffner, politiciană franceză

### Iunie

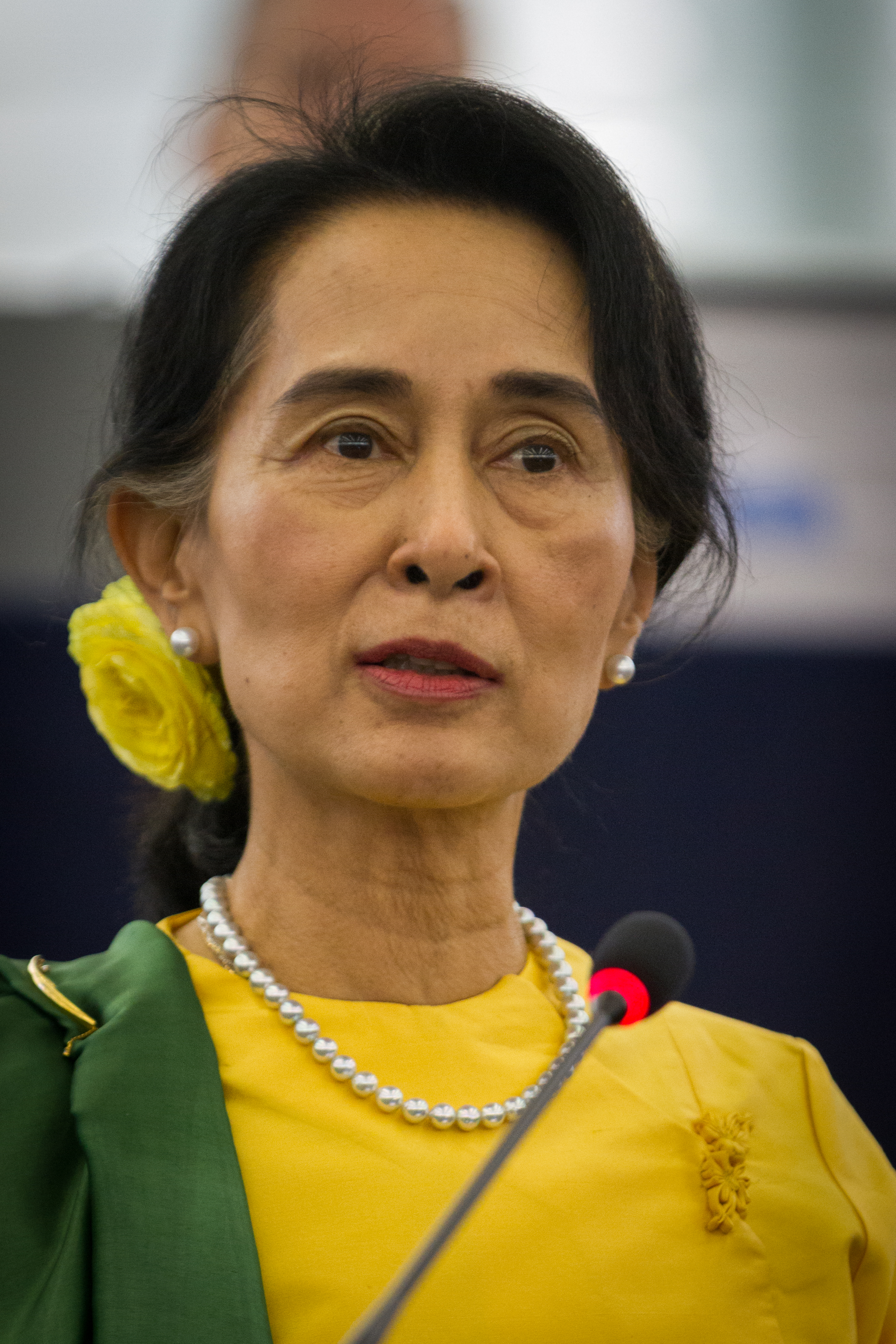
Aung San Suu Kyi, politiciană democrată din Birmania, laureată al Premiului Nobel
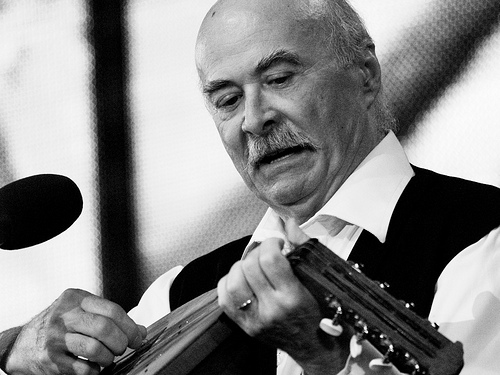
Tudor Gheorghe, cântăreț, compozitor și actor român
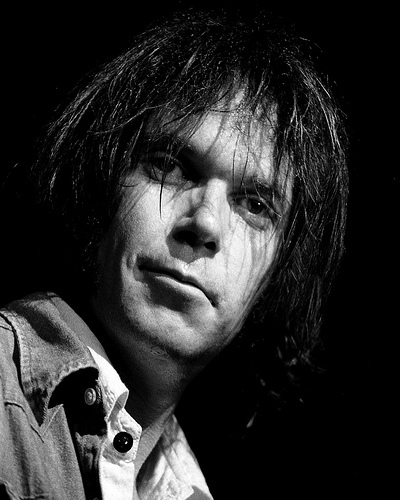
Neil Young, cântăreț și compozitor canadian
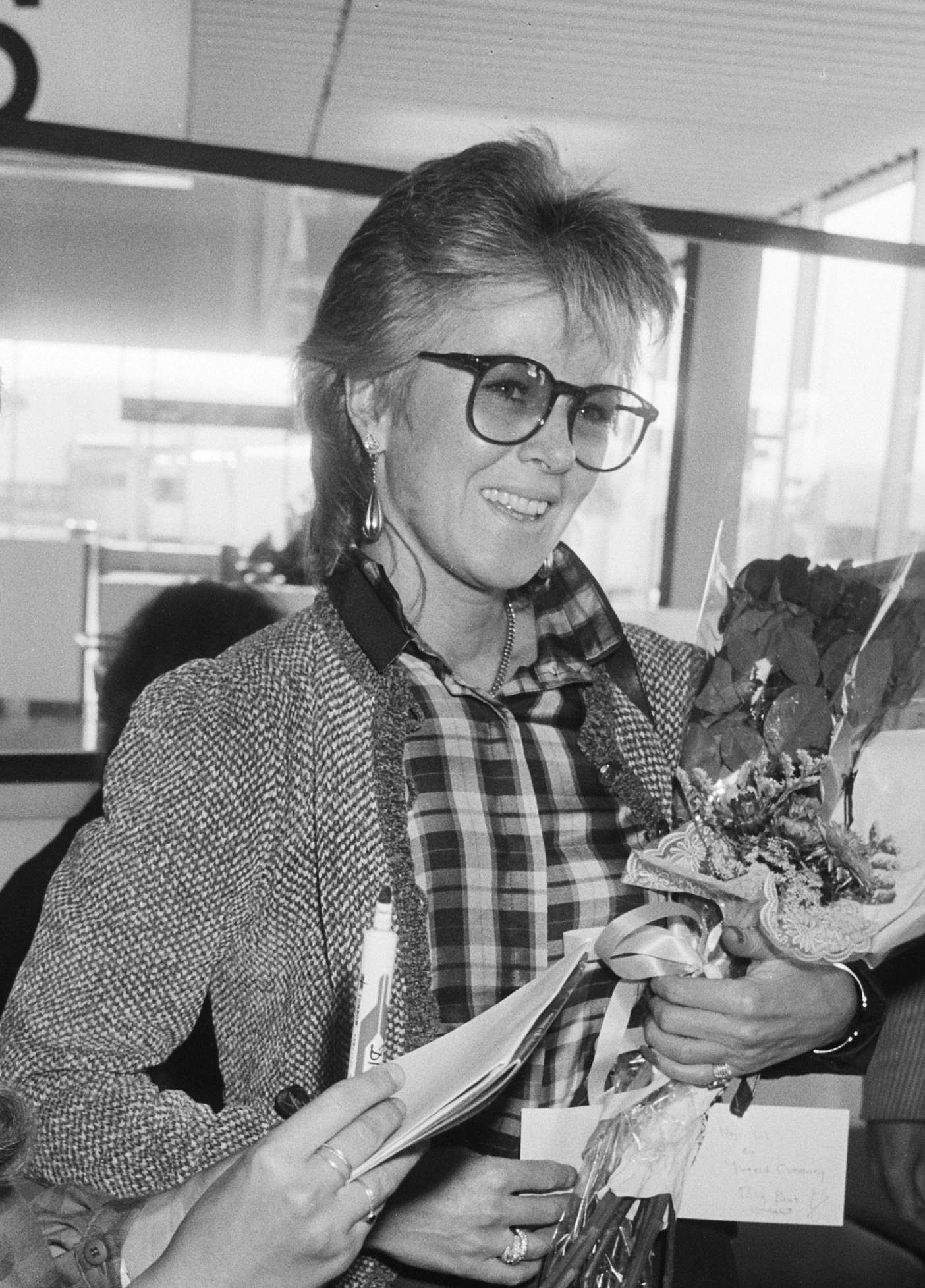
Anni-Frid Lyngstad, cântăreață suedeză de origine norvegiană (ABBA)
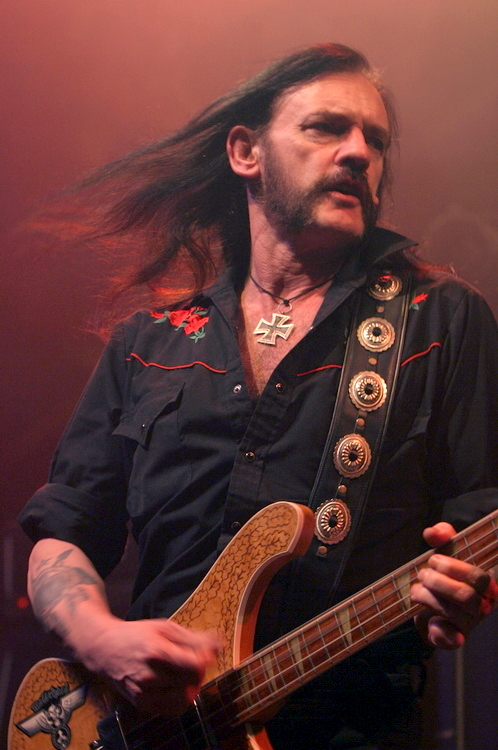
Lemmy Kilmister, muzician și basist englez (Motörhead)

- 7 iunie: John Whittaker, politician britanic
- 17 iunie: Eddy Merckx (Édouard Louis Joseph Merckx), ciclist belgian
- 19 iunie: Aung San Suu Kyi, politiciană democrată din Birmania, laureată al Premiului Nobel pentru pace (1991)
- 20 iunie: Jean-Claude Izzo, scriitor francez (d. 2000)
- 20 iunie: Emilio Menéndez, politician spaniol
- 25 iunie: Alexandru Marin, fizician român (d. 2005)
- 29 iunie: Aurel Dumitru, pictor român
- 30 iunie: Sean Scully, artist american
- 30 iunie: Dorin Tudoran, poet și jurnalist român

### Iulie
- 1 iulie: Debbie Harry (n. Angela Trimble), cântăreață americană
- 3 iulie: Saharon Shelah, matematician israelian
- 4 iulie: Andre Spitzer, scrimer israelian (d. 1972)
- 4 iulie: Eizo Yuguchi, fotbalist japonez (d. 2003)
- 6 iulie: Doru Davidovici, aviator și scriitor român (d. 1989)
- 7 iulie: Natsuki Ikezawa, scriitor japonez
- 7 iulie: Heidemarie Wenzel, actriță germană
- 11 iulie: Junji Kawano, fotbalist japonez
- 11 iulie: João de Deus Pinheiro, politician portughez
- 13 iulie: Alison Leslie Gold, scriitoare americană
- 16 iulie: Virgil Tănase, scriitor francez de etnie română (d.2025)
- 17 iulie: Alexandru II, Prinț Moștenitor al Iugoslaviei (n. Aleksandar Karađorđević)
- 19 iulie: Anna Enquist, scriitoare neerlandeză
- 22 iulie: Daniel Turcea, poet român (d. 1979)
- 24 iulie: Constantin Mihail, antrenor român (atletism), (d. 2016)
- 25 iulie: Joseph Delaney, scriitor britanic (d.2022)
- 26 iulie: Helen Mirren, actriță britanică
- 27 iulie: Bárbara Dührkop Dührkop, politiciană spaniolă
- 29 iulie: Mircea Lucescu, jucător de fotbal și antrenor român
- 30 iulie: Jean-Claude Martinez, politician francez
- 30 iulie: Patrick Modiano, scriitor francez
- 31 iulie: Germano Almeida, scriitor capverdian

### August
- 1 august: Tudor Gheorghe, cântăreț, compozitor și actor român
- 1 august: Douglas Dean Osheroff, fizician american
- 2 august: John Bowis, politician britanic
- 3 august: Vladimir Socor, jurnalist american
- 7 august: Zephania Kameeta, politician namibian
- 7 august: Reinhard Rack, politician austriac
- 9 august: Avraham Poraz, politician și avocat israelian, deputat în Knesset, ministru de interne
- 9 august: Peder Wachtmeister, politician suedez
- 11 august: Charles Aberg, artist american (d. 1982)
- 11 august: Alain Girel, sculptor francez (d. 2001)
- 14 august: Ioan Chezan, muzician și dirijor român
- 14 august: Constantin Conțac, politician român
- 14 august: Steve Martin, actor american
- 15 august: Alain Juppé, politician francez
- 19 august: Arthur Wellesley, Marquess of Douro, politician britanic
- 20 august: Cristian Gațu, handbalist român
- 25 august: Ion Petreuș, solist român de muzică populară, cofondator ansamblu Frații Petreuș (d. 2002)
- 29 august: Mariana Stoica, politiciană română
- 31 august: Itzhak Perlman, violonist și dirijor israelian și american
- 31 august: Leonid Popov (Леонид Иванович Попов), cosmonaut rus de etnie ucraineană

### Septembrie
- 1 septembrie: Mustafa Balel, scriitor turc
- 4 septembrie: Doina Furcoi, handbalistă română
- 6 septembrie: Charles Towneley Strachey, 4th Baron O'Hagan, politician britanic (d.2025)
- 9 septembrie: Doug Ingle (Douglas Lloyd Ingle), cântăreț american (Iron Butterfly) (d.2024)
- 11 septembrie: Franz Beckenbauer (Franz Anton Beckenbauer), fotbalist german (d.2024)
- 12 septembrie: Richard Thaler, economist american laureat al Premiului Nobel
- 13 septembrie: Victor Vaida, deputat român (n. 1945)
- 15 septembrie: Hans-Gert Pöttering, politician german
- 15 septembrie: Ron Shelton (Ronald Wayne Shelton), regizor de film, american
- 16 septembrie: Gheorghe Schwartz, scriitor român
- 17 septembrie: Beryl Korot, artistă americană
- 18 septembrie: Katya Paskaleva, actriță bulgară de teatru și film (d. 2002)
- 19 septembrie: Ruxandra Sireteanu-Constantinescu, biofiziciană română stabilită în Germania (d. 2008)
- 19 septembrie: Bernard Poignant, politician francez
- 20 septembrie: Michel Dary, politician francez
- 21 septembrie: G.C. Cameron (George Curtis Cameron), muzician american
- 22 septembrie: Bashir Khanbhai, politician britanic (d. 2020)
- 22 septembrie: Ursula Stenzel, politiciană austriacă
- 24 septembrie: David Drake, scriitor american (d.2023)
- 26 septembrie: Bryan Ferry, muzician englez
- 27 septembrie: Vasile Tărâțeanu, poet român (d. 2022)

### Octombrie
- 5 octombrie: Alexandru Călinescu, istoric literar, critic literar și publicist român
- 6 octombrie: Emeric Dembroschi, fotbalist (atacant) și antrenor român
- 13 octombrie: Ion Vela, politician român
- 15 octombrie: Patriarhul Neofit al Bulgariei, patriarh al Bisericii Ortodoxe Bulgare (d.2024)
- 19 octombrie: Gloria Jones (Gloria Richetta Jones), cântăreață americană
- 25 octombrie: Ștefania Grimalschi, pictoriță română

### Noiembrie
- 3 noiembrie: Gerd Müller (Gerhard Müller), fotbalist german (atacant), (d. 2021)
- 5 noiembrie: Cynthia A. Pratt, politiciană din Bahamas, al 12-lea guvernator general al Bahamasului din 2023
- 6 noiembrie: Alexandru Nilca, scrimer român
- 9 noiembrie: George Iacobescu, inginer român
- 10 noiembrie: Thongloun Sisoulith, politician și istoric laoțian, președinte al Laosului
- 10 noiembrie: George Țărnea, poet român (d. 2003)
- 12 noiembrie: Michael Bishop (Michael Lawson Bishop), scriitor american (d.2023)
- 12 noiembrie: George Eaton, pilot canadian de Formula 1
- 12 noiembrie: Neil Young (Neil Percival Young), cântăreț și compozitor canadian
- 14 noiembrie: Brett Lunger, pilot american de Formula 1
- 14 noiembrie: Jeremy Siegel (Jeremy James Siegel), economist american
- 15 noiembrie: Anni-Frid Lyngstad, cântăreață suedeză de etnie norvegiană (ABBA)
- 18 noiembrie: Petru Dugulescu, politician român (d. 2008)
- 19 noiembrie: Dumitru Dumitriu, fotbalist și antrenor român
- 19 noiembrie: Frans Sammut, scriitor maltez (d. 2011)
- 20 noiembrie: Rachid Mimouni, scriitor algerian (d. 1995)
- 24 noiembrie: Nuruddin Farah, scriitor somalez
- 26 noiembrie: Daniel Davis, actor american
- 26 noiembrie: Michael Omartian, muzician american
- 29 noiembrie: Franco Trevisi, actor italian
- 30 noiembrie: Roger Glover (Roger David Glover), basist, producător, muzician și compozitor britanic (Deep Purple)
- 30 noiembrie: Radu Lupu, pianist român

### Decembrie
- 1 decembrie: Mircea Cosma, politician român
- 1 decembrie: Ghiță Licu, handbalist român (d. 2014)
- 2 decembrie: Lualhati Bautista, scenaristă filipineză (d.2023)
- 3 decembrie: Alexei Barbăneagră, politician din R. Moldova
- 5 decembrie: Magdalena Brătescu, scriitoare română
- 6 decembrie: Yorgo Voyagis, actor grec
- 8 decembrie: John Banville, scriitor irlandez
- 8 decembrie: Gheorghiță Lupău, politician român
- 8 decembrie: Maryla Rodowicz, cântăreață poloneză
- 13 decembrie: Bogdan Pietriș, pictor român (d. 2006)
- 14 decembrie: Mike Nattrass, politician britanic
- 18 decembrie: Alexandru Dincă, handbalist român (d. 2012)
- 19 decembrie: Nicolae Dudău, politician din R. Moldova
- 23 decembrie: Raymond E. Feist (Raymond Elias Feist), romancier american
- 24 decembrie: Noel Davern, politician irlandez (d. 2013)
- 24 decembrie: Lemmy (Ian Fraser Kilmister), muzician și basist britanic (Motörhead), (d. 2015)
- 27 decembrie: Iuliu Păcurariu, politician român
- 28 decembrie: George Zebrowski, scriitor austriac (d.2024)

## Decese
- 7 ianuarie: József Bíró, 37 ani, istoric de artă maghiar din Transilvania (n. 1907)
- 13 ianuarie: Dezső Szabó, 65 ani, scriitor maghiar (n. 1879)
- 13 ianuarie: Zavaidoc (n. Marin Gheorghe Teodorescu), 48 ani, cântăreț român (n. 1896)
- 17 ianuarie: István Réti, 72 ani, artist maghiar (n. 1872)
- 27 ianuarie: Antal Szerb, 43 ani, scriitor maghiar (n. 1901)
- 31 ianuarie: Johan Huizinga, 72 ani, istoric neerlandez (n. 1872)
- 1 februarie: Prințul Kiril al Bulgariei, 49 ani, politician bulgar (n. 1895)
- 1 februarie: Ion Șiugariu (n. Ion Soreanu), 30 ani, poet român (n. 1914)
- 2 februarie: Alfred Delp, 37 ani, preot catolic german (n. 1907)
- 8 februarie: Italo Santelli, 78 ani, profesor de scrimă, italian (n. 1866)
- 13 februarie: Charles Frederick Burgess, 71 ani, chimist american (n. 1873)
- 13 februarie: Henrietta Szold, 84 ani, scriitoare americană (n. 1860)
- 23 februarie: Aleksei Nikolaevici Tolstoi, 62 ani, scriitor rus (n. 1883)
- 26 februarie: Sándor Szurmay, 84 ani, politician austriac (n. 1860)
- 2 martie: Mór Petri, 81 ani, scriitor maghiar născut în România (n. 1863)
- 8 martie: Elena Chiriță, 27 ani, femeie-soldat română, participantă în cel de-al doilea război mondial (n. 1917)
- 22 martie: Heinrich Maier, 37 ani, preot catolic austriac (n. 1908)
- 27 martie: Halit Ziya Ușaklıgil, 80 ani, scriitor turc (n. 1865)
- 31 martie: Hans Fischer, 63 ani, chimist german, laureat al Premiului Nobel (1930), (n. 1881)

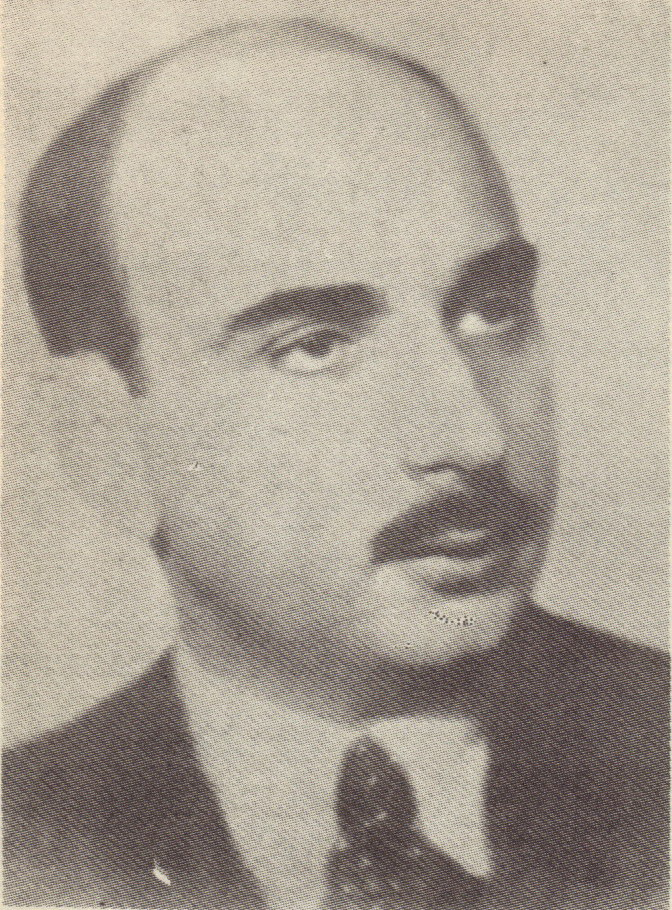
Ion Pillat, poet și publicist român
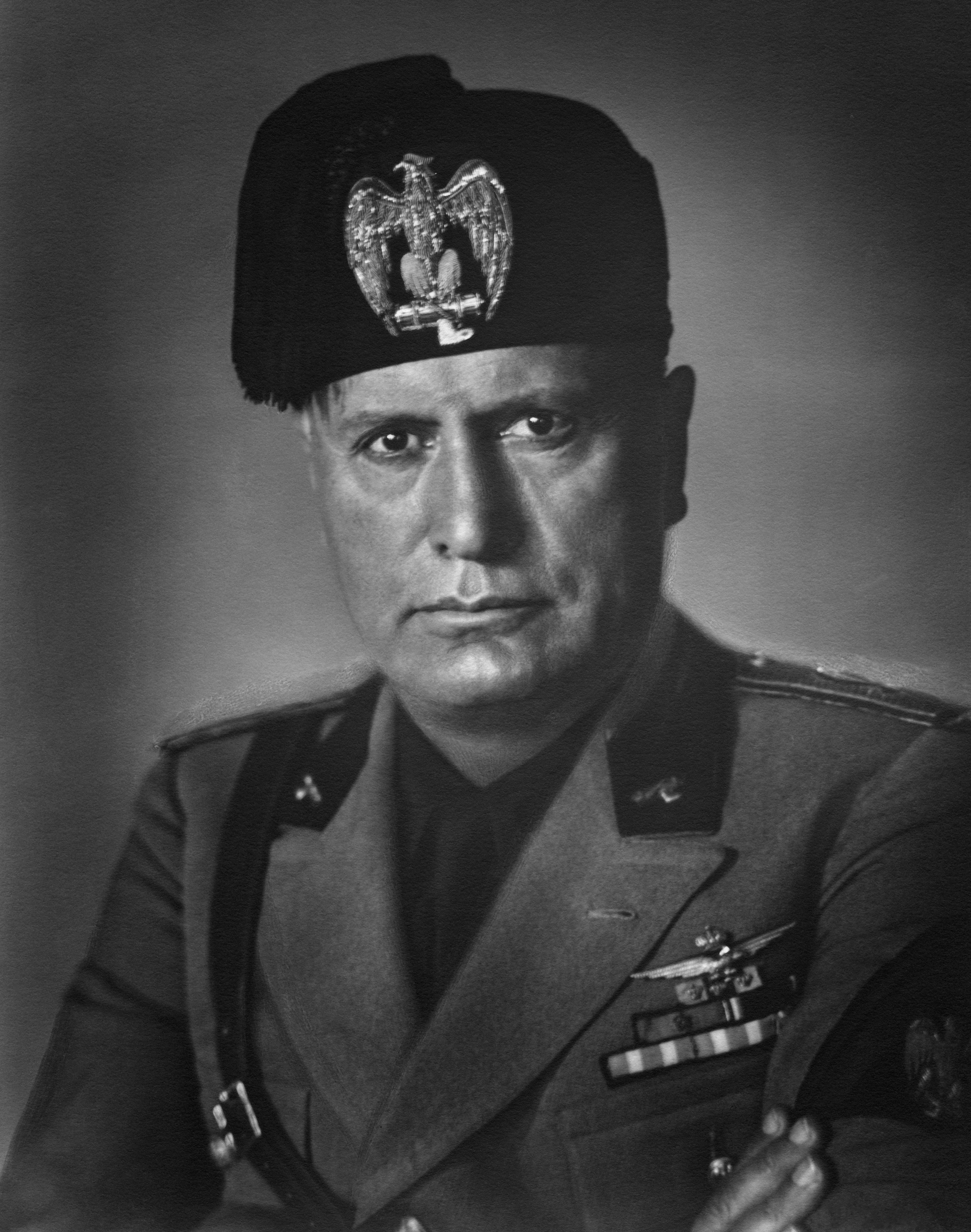
Benito Mussolini, conducătorul fascist al Italiei
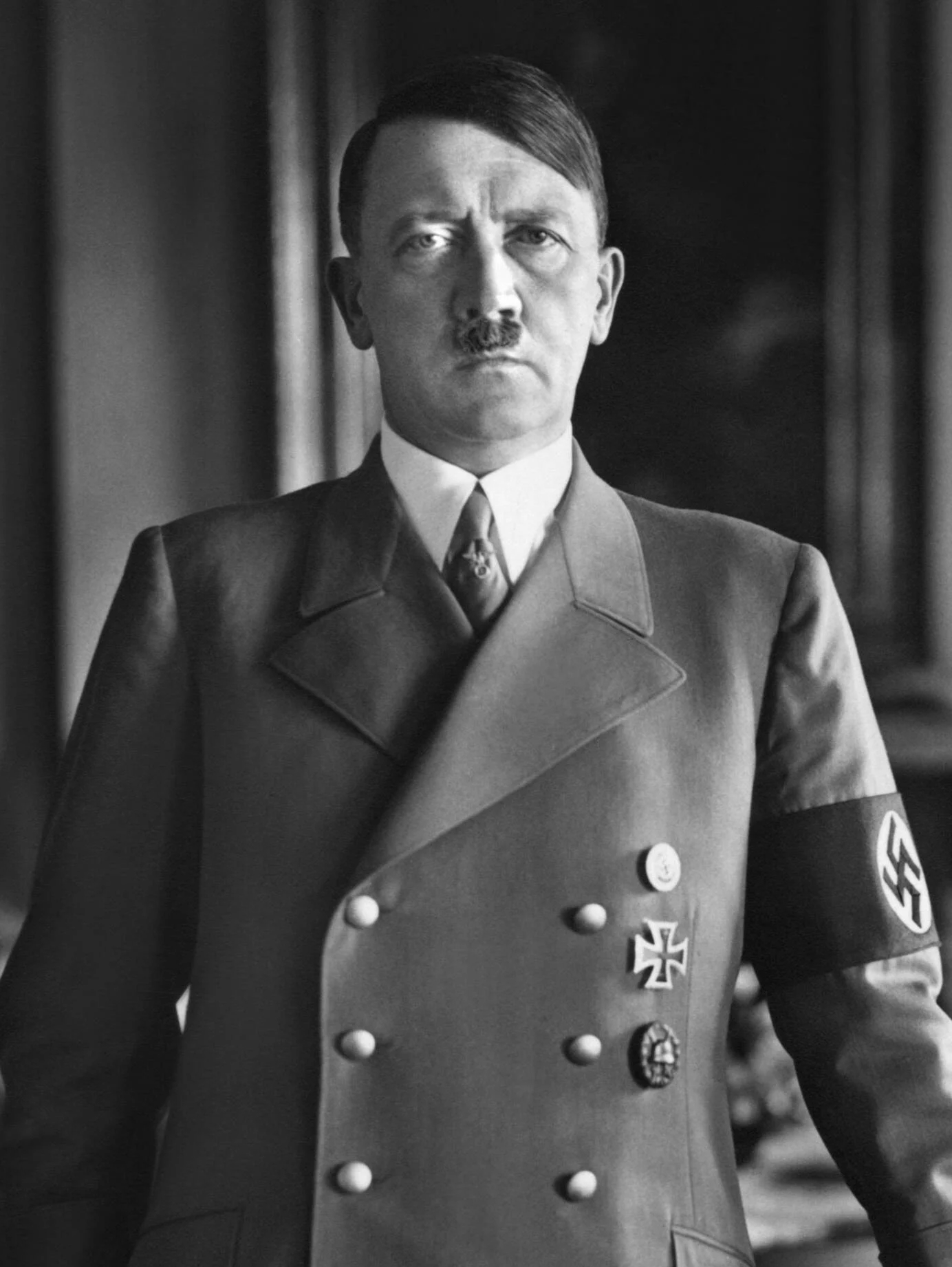
Adolf Hitler, politician german, Cancelar și conducător (Führer) al Germaniei
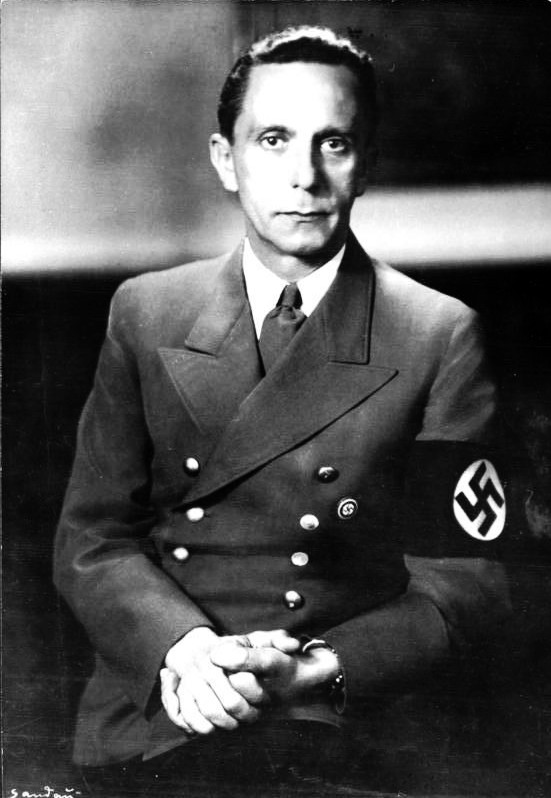
Joseph Goebbels, politician german, Ministrul Propagandei Publice în timpul regimului nazist
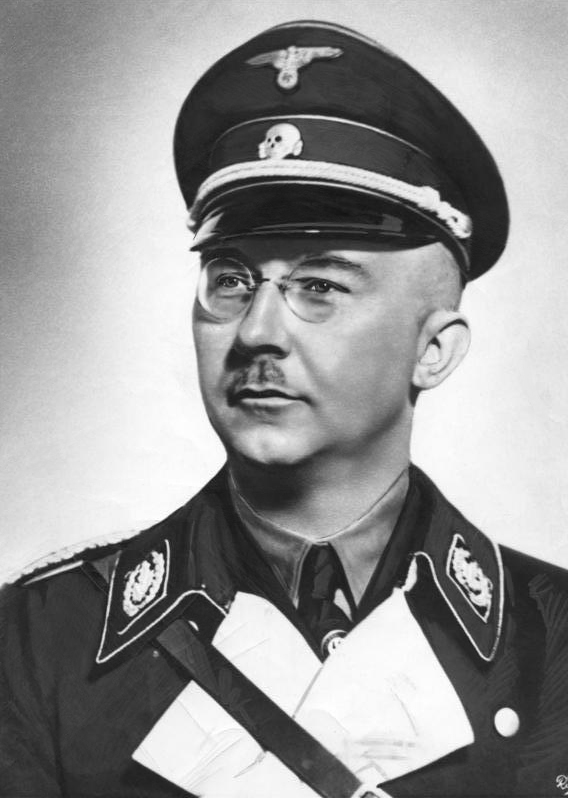
Heinrich Himmler, comandantul SS-ului german

- 7 ianuarie: József Bíró, 37 ani, istoric de artă maghiar din Transilvania (n. 1907)
- 13 ianuarie: Dezső Szabó, 65 ani, scriitor maghiar (n. 1879)
- 13 ianuarie: Zavaidoc (n. Marin Gheorghe Teodorescu), 48 ani, cântăreț român (n. 1896)
- 17 ianuarie: István Réti, 72 ani, artist maghiar (n. 1872)
- 27 ianuarie: Antal Szerb, 43 ani, scriitor maghiar (n. 1901)
- 31 ianuarie: Johan Huizinga, 72 ani, istoric neerlandez (n. 1872)
- 1 februarie: Prințul Kiril al Bulgariei, 49 ani, politician bulgar (n. 1895)
- 1 februarie: Ion Șiugariu (n. Ion Soreanu), 30 ani, poet român (n. 1914)
- 2 februarie: Alfred Delp, 37 ani, preot catolic german (n. 1907)
- 8 februarie: Italo Santelli, 78 ani, profesor de scrimă italian (n. 1866)
- 13 februarie: Charles Frederick Burgess, 71 ani, chimist american (n. 1873)
- 13 februarie: Henrietta Szold, 84 ani, scriitoare americană (n. 1860)
- 23 februarie: Aleksei Nikolaevici Tolstoi, 62 ani, scriitor rus (n. 1883)
- 26 februarie: Sándor Szurmay, 84 ani, politician austriac (n. 1860)
- 2 martie: Mór Petri, 81 ani, scriitor maghiar născut în România (n. 1863)
- 8 martie: Elena Chiriță, 27 ani, femeie-soldat română, participantă în cel de-al doilea război mondial (n. 1917)
- 22 martie: Heinrich Maier, 37 ani, preot catolic austriac (n. 1908)
- 27 martie: Halit Ziya Ușaklıgil, 80 ani, scriitor turc (n. 1865)
- 31 martie: Hans Fischer, 63 ani, chimist german, laureat al Premiului Nobel (1930), (n. 1881)
- 2 aprilie: Vilmos Apor, 53 ani, preot catolic maghiar (n. 1892)
- 5 aprilie: Karl-Otto Koch, 47 ani, ofițer SS german (n. 1897)
- 9 aprilie: Dietrich Bonhoeffer, 39 ani, pastor lutheran, opozant al regimului național-socialist (n. 1906)
- 9 aprilie: Wilhelm Canaris, 58 ani, șeful serviciului de spionaj militar german (Abwehr), (n. 1887)
- 12 aprilie: Franklin Delano Roosevelt, 63 ani, politician american, al 32-lea președinte al Statelor Unite ale Americii (1933-1945), (n. 1882)
- 13 aprilie: Ernst Cassirer, 70 ani, filosof german (n. 1874)
- 17 aprilie: Ion Pillat, 54 ani, poet și publicist român (n. 1891)
- 17 aprilie: Mircea Streinul, 35 ani, scriitor și poet român născut în Austro-Ungaria (n. 1910)
- 18 aprilie: Wilhelm de Wied, 69 ani, principele Albaniei (n. 1876)
- 21 aprilie: Karl Gerland, 39 ani, politician german (n. 1905)
- 22 aprilie: Käthe Kollwitz (n. Käthe Schmidt), 77 ani, artistă germană (n. 1867)
- 28 aprilie: Benito Mussolini (n. Benito Amilcare Andrea Mussolini), 61 ani, conducătorul fascist al Italiei (1934-1945), (n. 1883)
- 30 aprilie: Eva Braun, 33 ani, soția lui Adolf Hitler (n. 1912)
- 30 aprilie: Adolf Hitler, 56 ani, politician german, cancelar (din 1933) și conducător (führer) al Germaniei (1934-1945), (n. 1889)

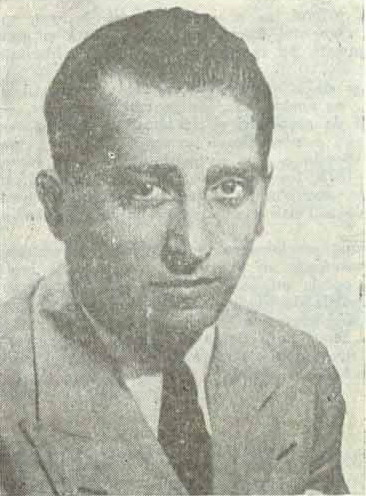
Mihail Sebastian, romancier și dramaturg român de etnie evreiască
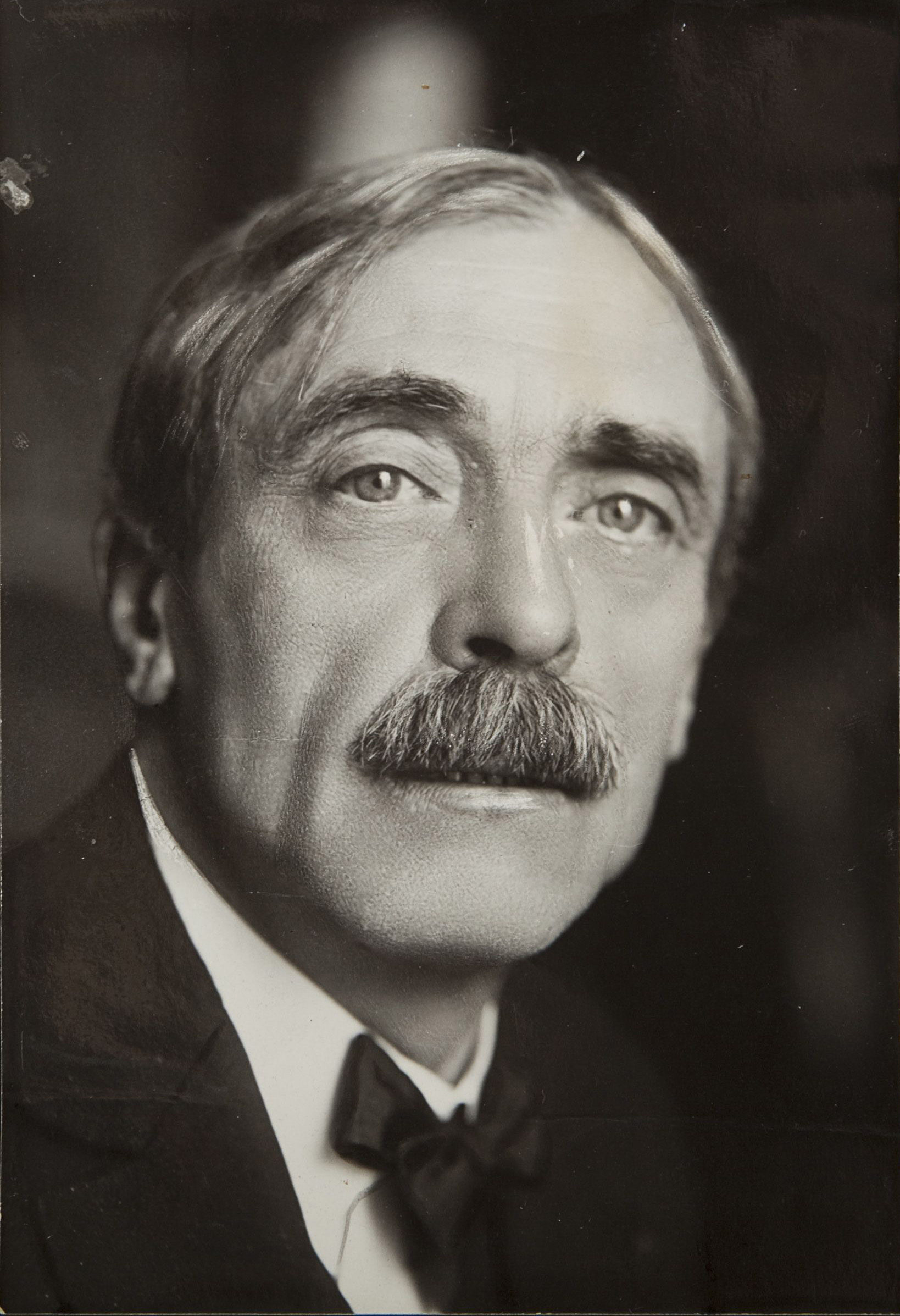
Paul Valéry, poet francez
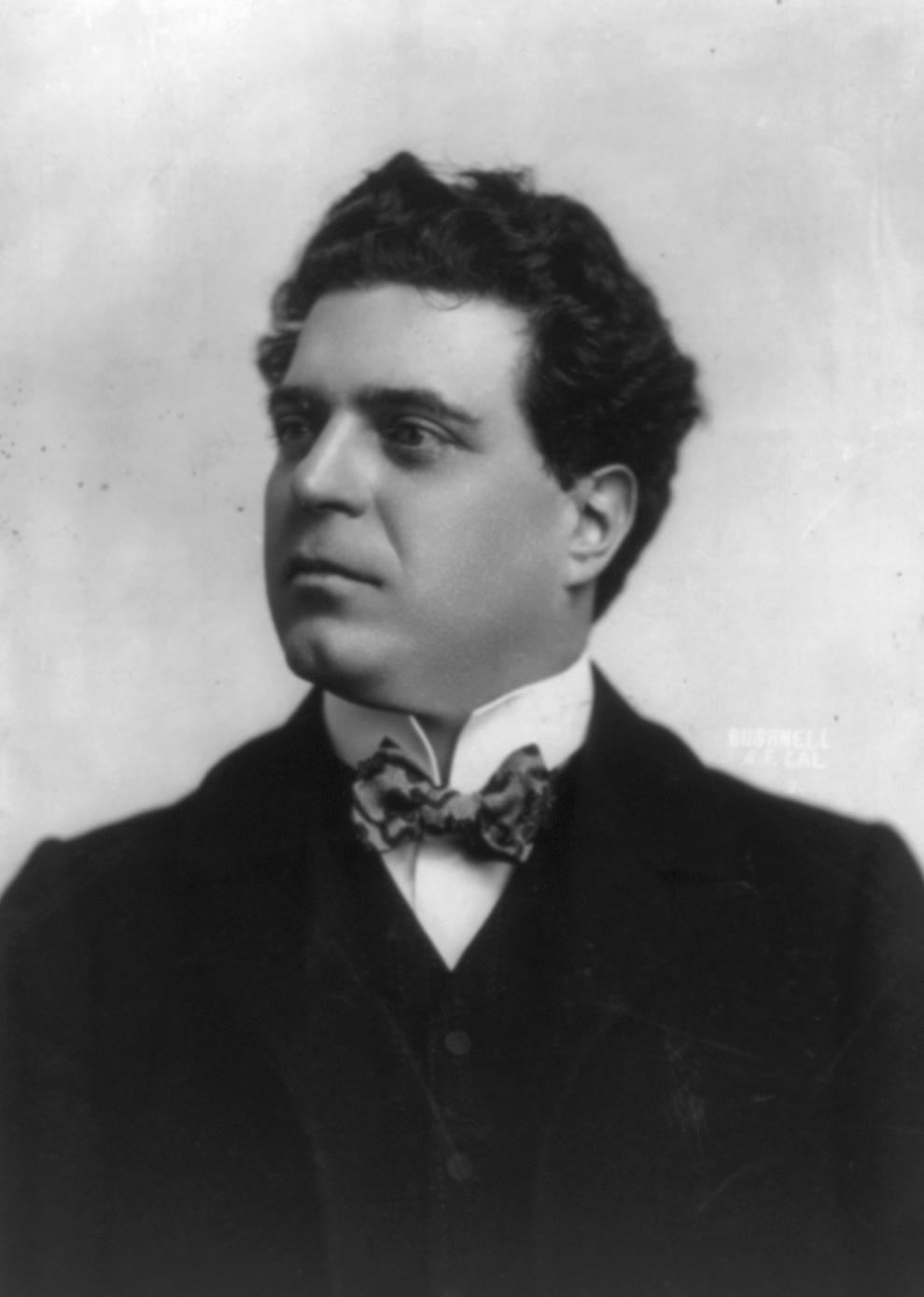
Pietro Mascagni, compozitor italian
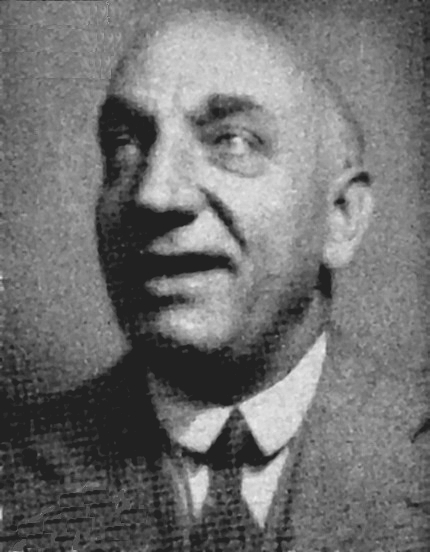
Constantin Tănase, actor român de scenă și vodevil
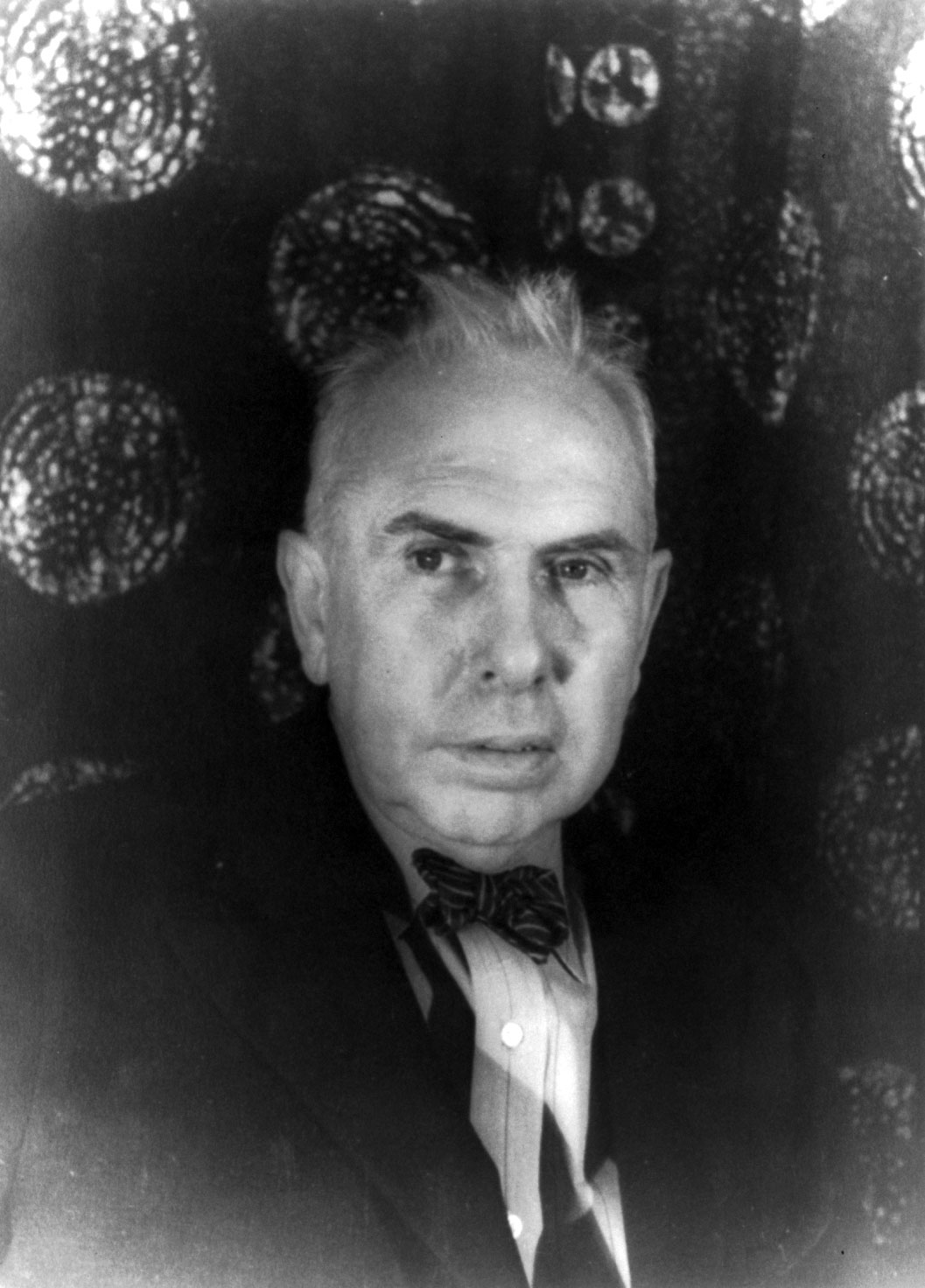
Theodore Dreiser, scriitor naturalist american

- 1 mai: Joseph Goebbels, 47 ani, politician german și Ministrul Propagandei Publice în timpul regimului nazist (n. 1897)
- 1 mai: Magda Goebbels, 43 ani, soția lui Joseph Goebbels (n. 1901)
- 2 mai: Hermann Hillger, 79 ani, politician german (n. 1865)
- 2 mai: Prințul Waldemar al Prusiei (n. Waldemar Wilhelm Ludwig Friedrich Viktor Heinrich), 56 ani, jurist german (n. 1889)
- 9 mai: Fritz Bracht, 46 ani, politician german (n. 1899)
- 14 mai: András Arató (n. András Ackersmann), 31 ani, jurnalist român (n. 1913)
- 14 mai: Gheorghe Popa-Lisseanu, 78 ani, istoric și filolog român (n. 1866)
- 23 mai: Heinrich Himmler, 44 ani, comandantul SS-ului german (n. 1900)
- 29 mai: Mihail Sebastian (n. Iosif Hechter), 37 ani, romancier și dramaturg român de etnie evreiască (n. 1907)
- 31 mai: Odilo Globocnik (Odilo Lothar Ludwig Globočnik), 41 ani, politician austriac (n. 1904)
- 5 iunie: Ilie Bărbulescu, 71 ani, filolog român (n. 1873)
- 7 iunie: Nishida Kitaro, 75 ani, filosof japonez (n. 1870)
- 8 iunie: Robert Desnos, 44 ani, scriitor francez (n. 1900)
- 14 iunie: Grigori Adamov, 59 ani, scriitor rus (n. 1886)
- 2 iulie: Nil Glagolev, 56 ani, matematician rus (n. 1888)
- 9 iulie: Maria Pawlikowska-Jasnorzewska, 53 ani, poetă poloneză (n. 1891)
- 12 iulie: Lipót Ács (n. Lipót Auerbach), 76 ani, scriitor, designer, pedagog maghiar (n. 1868)
- 12 iulie: Wolfram von Richthofen (Wolfram Freiherr von Richthofen), 49 ani ofițer german în timpul regimului nazist (n. 1895)
- 20 iulie: Paul Valéry, 73 ani, poet francez (n. 1871)
- 25 iulie: Enea Hodoș, 87 ani, filolog român (n. 1858)
- 28 iulie: Leon Ghelerter, 73 ani, medic român (n. 1873)
- 1 august: Gyula Csortos (Gyula József Csortos), 62 ani, actor maghiar (n. 1883)
- 2 august: Pietro Mascagni, 81 ani, compozitor italian (n. 1863)
- 4 august: Gerhard Gentzen (Gerhard Karl Erich Gentzen), 35 ani, matematician german (n. 1909)
- 9 august: Jan Szembek, 64 ani, diplomat polonez (n. 1881)
- 10 august: Robert H. Goddard (Robert Hutchings Goddard), 62 ani, fizician american (n. 1882)
- 26 august: Franz Werfel (Franz Viktor Werfel), 54 ani, scriitor ceh (n. 1890)
- 29 august: Constantin Tănase, 65 ani, actor român de scenă și vodevil (n. 1880)
- 9 septembrie: Zinaida Nikolaevna Gippius, 75 ani, poetă simbolistă rusă (n. 1869)
- 24 septembrie: Hans Geiger (Johannes Wilhelm Geiger), 52 ani, fizician german, inventator (n. 1882)
- 26 septembrie: Béla Bartók (Béla Viktor János Bartók), 64 ani, compozitor și pianist maghiar (n. 1881)
- 29 septembrie: Norbert von Hannenheim (Norbert Wolfgang Stephan Hann von Hannenheim), 47 ani, compozitor german (n. 1898)
- 11 octombrie: Scarlat Demetrescu, 73 ani, profesor de științe naturale și geografie (n. 1872)
- 13 octombrie: Lucien Simon, 84 ani, pictor francez (n. 1861)
- 23 octombrie: Constantin I. Brătescu, 63 ani, scriitor român (n. 1882)
- 26 octombrie: Alexei Krîlov, 82 ani, matematician rus (n. 1863)
- 7 noiembrie: Mircea Djuvara, 59 ani, filosof român (n. 1886)
- 15 noiembrie: Ion Diaconescu, 29 ani, pictor și gravor român (n. 1915)
- 16 noiembrie: Jenő Janovics, 72 ani, regizor maghiar (n. 1872)
- 20 noiembrie: Francis William Aston, 68 ani, chimist britanic, laureat al Premiului Nobel (1922), (n. 1877)
- 21 noiembrie: Ellen Glasgow, 72 ani, scriitoare americană (n. 1873)
- 30 noiembrie: Ioan Missir, 55 ani, politician român născut în SUA, primar al municipiului Botoșani (n. 1890)
- 4 decembrie: Thomas Hunt Morgan, 79 ani, biolog și genetician american (n. 1866)
- 13 decembrie: Fritz Klein, 57 ani, medic german în timpul regimului nazist, născut în România (n. 1888)
- 19 decembrie: John Amery, 32 ani, nazist britanic (n. 1912)
- 28 decembrie: Theodore Dreiser (Theodore Herman Albert Dreiser), 74 ani, scriitor naturalist american (n. 1871)

## Premii Nobel
- Fizică: Wolfgang Pauli (Elveția)
- Chimie: Artturi Ilmari Virtanen (Finlanda)
- Medicină: Sir Alexander Fleming, Ernst Boris Chain, Sir Howard Walter Florey (Regatul Unit)
- Literatură: Gabriela Mistral (Chile)
- Pace: Cordell Hull (SUA)